# H.M.S. Pinafore
H.M.S. Pinafore; or, The Lass That Loved a Sailor és una òpera còmica en dos actes, amb música d'Arthur Sullivan i llibret de W.S. Gilbert. Es va estrenar a l'Opera Comique de Londres, el 25 de maig de 1878, i va durar 571 representacions, que va ser la segona tirada més llarga de qualsevol peça de teatre musical fins aquell moment. H.M.S. Pinafore va ser la quarta col·laboració operística de Gilbert i Sullivan i el seu primer èxit internacional.
La història té lloc a bord del vaixell de la Royal Navy HMS Pinafore. La filla del capità, Josephine, està enamorada d'un mariner de classe baixa, Ralph Rackstraw, tot i que el seu pare té la intenció de casar-se amb Sir Joseph Porter, el Primer lord de l'Almirallat. Al principi compleix els desitjos del seu pare, però la defensa de la igualtat de la humanitat per Sir Joseph anima a Ralph i Josephine a tombar l'ordre social convencional. Es declaren el seu amor mútuament i finalment planegen fugir. El capità descobreix aquest pla, però, com en moltes de les òperes de Gilbert i Sullivan, una revelació sorpresa canvia les coses dràsticament a prop del final de la història.
Basant-se en diversos dels seus poemes anteriors de "Bab Ballad", Gilbert va impregnar aquesta trama amb alegria i estupidesa. L'humor de l'òpera se centra en l'amor entre membres de diferents classes socials i en el sistema de classes britàniques en general. Pinafore també posa l'ull de manera desenfadada sobre el patriotisme, la política de partits, la Royal Navy i l'ascens de persones no qualificades a llocs d'autoritat. El títol de la peça aplica còmicament el nom d'una peça de vestir per a nenes i dones, un "davantal", al temible símbol d'un vaixell de guerra.
L'extraordinària popularitat de Pinafore a Gran Bretanya, Amèrica i altres llocs va ser seguida per l'èxit similar d'una sèrie d'obres de Gilbert i Sullivan, incloent The Pirates of Penzance i The Mikado. Les seves obres, conegudes més tard com les òperes Savoianes, van dominar l'escenari musical a banda i banda de l'Atlàntic durant més d'una dècada i continuen representant-se avui. L'estructura i l'estil d'aquestes òperes, particularment Pinafore, es van copiar molt i van contribuir significativament al desenvolupament del teatre musical modern .

## Rerefons
El 1875 Richard D'Oyly Carte, que llavors dirigia el Royalty Theatre per a Selina Dolaro, va reunir Gilbert i Sullivan per escriure el seu segon espectacle, una òpera en un acte titulada Trial by Jury. Això va resultar un èxit i el 1876 D'Oyly Carte va reunir un grup de patrocinadors financers per establir la Comedy Opera Company, que es va dedicar a la producció i promoció d'òpera còmica anglesa familiar. Amb aquesta companyia de teatre, Carte finalment va tenir els recursos econòmics, després de molts intents fallits, per produir una nova òpera completa de Gilbert i Sullivan. Aquesta següent òpera va ser The Sorcerer, que es va estrenar el novembre de 1877. També va tenir èxit, va durar 178 representacions. Les partitures de l'espectacle es van vendre bé i els músics de carrer van tocar les melodies.
En lloc d'escriure una peça per a la producció d'un propietari de teatre, com era habitual als teatres victorians, Gilbert, Sullivan i Carte van produir l'espectacle amb el seu propi suport financer. Per tant, van poder triar el seu propi repartiment d'intèrprets, en lloc de veure's obligats a utilitzar els actors que ja participaven al teatre. Van triar actors amb talent, la majoria dels quals no eren estrelles conegudes i no cobraven alts catxés, i als quals podien ensenyar un estil de representació més naturalista del que s'utilitzava habitualment en aquella època. Després van adaptar el seu treball a les habilitats particulars d'aquests artistes. L'habilitat amb què Gilbert i Sullivan van utilitzar els seus intèrprets va tenir un efecte sobre el públic; com a crític Herman Klein va escriure: "ens vam meravellar en secret amb la naturalitat i la facilitat amb què es deien i feien [les burles i absurditats gilbertianes]. Fins aleshores cap ànima viva no havia vist sobre l'escenari éssers humans tan estranys, excèntrics, però intensos ... [ ] Evocaren un món còmic fins ara desconegut de pura delícia ".

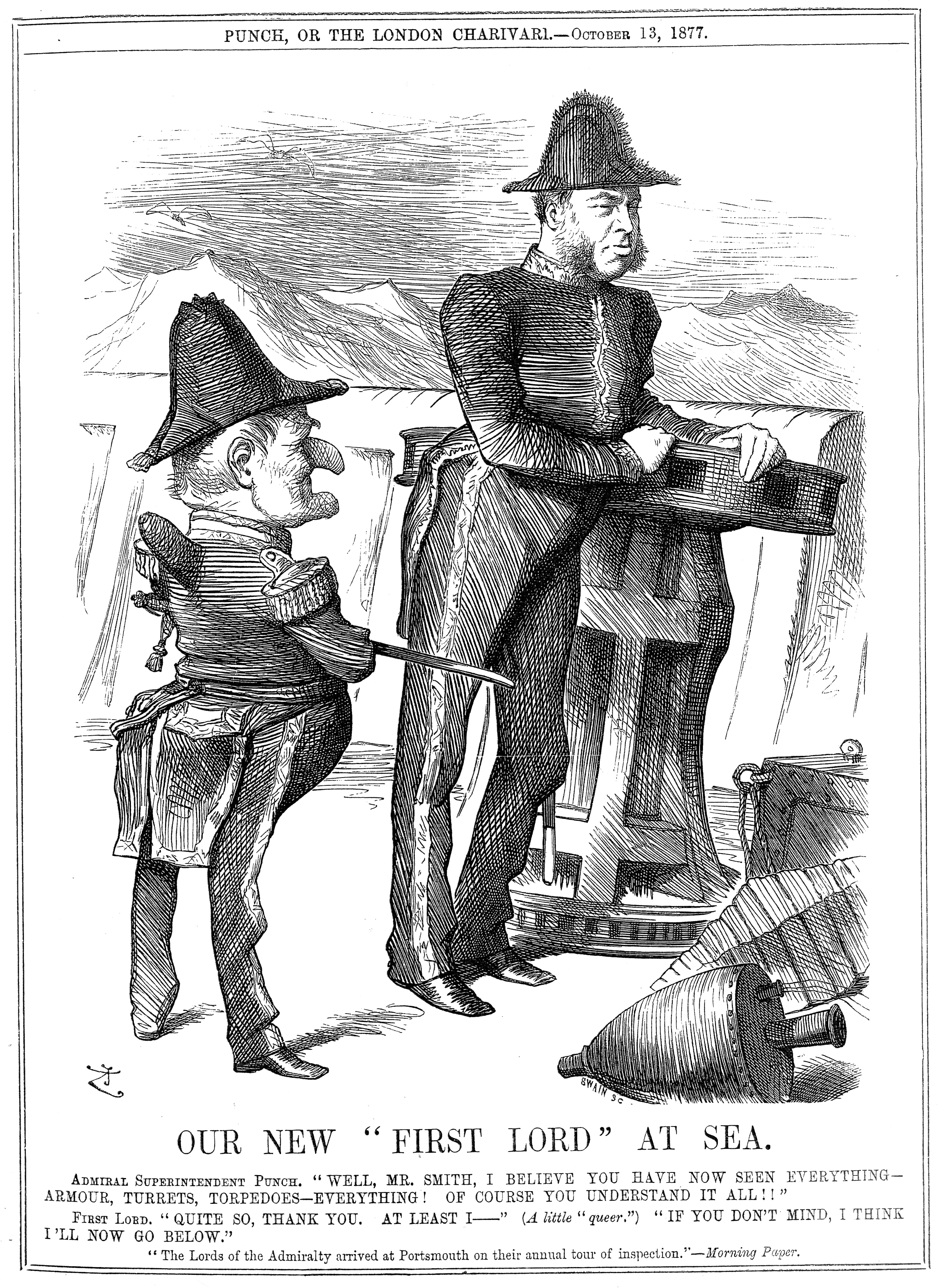
Caricatura de Punch, 1877, que retrata el primer lord de l'almirallat W. H. Smith com a embolicador, dient: "Crec que ara baixaré". A Pinafore, Sir Joseph canta de la mateixa manera: "Quan bufen les brises / generalment vaig per sota".

L'èxit de The Sorcerer va obrir el camí a una altra col·laboració de Gilbert i Sullivan. Carte va acordar les condicions per a una nova òpera amb la Comedy Opera Company, i Gilbert va començar a treballar a H.M.S. Pinafore abans de finals de 1877. El pare de Gilbert havia estat cirurgià naval i el tema nàutic de l'òpera li va agradar. Va inspirar-se en diversos dels seus anteriors poemes "Bab Ballads" (molts dels quals també tenen temes nàutics), incloent "Captain Reece" (1868) i "General John" (1867). Alguns dels personatges també tenen prototips a les balades: Dick Deadeye es basa en un personatge de "Woman's Gratitude" (1869); es pot veure una versió primerenca de Ralph Rackstraw a "Joe Go-Lightly" (1867), amb el seu mariner enamorat bojament de la filla d'algú que el supera amb escreix; i Little Buttercup és pres quasi a l'engròs de "The Bumboat Woman's Story" (1870) El 27 de desembre de 1877, mentre Sullivan estava de vacances a la Costa Blava, Gilbert li va enviar un esbós argumental acompanyat de la següent nota:
| « | Tinc molt pocs dubtes, però en quedareu satisfets. ... hi ha una gran quantitat de diversió que no he deixat sobre el paper. Entre altres coses, una cançó (una mena de Judge's Song) per al Primer Lord, que ressegueix la seva carrera com a home d'oficina... Secretari, viatger, soci menor i Primer Lord de la Marina de Gran Bretanya... Per descomptat, no hi haurà personalitat en això: el fet que el Primer Lord a l'òpera sigui un radical del tipus més pronunciat eliminarà qualsevol sospita que estigui inspirat en W. H. Smith. | » |

Malgrat l'exempció de responsabilitat de Gilbert, el públic, els crítics i fins i tot el primer ministre, Benjamin Disraeli, van identificar Sir Joseph Porter amb W. H. Smith, un polític que recentment havia estat nomenat Primer lord de l'almirallat tot i no tenir experiència militar ni nàutica. Sullivan estava encantat amb l'esbós, i Gilbert va llegir un primer esborrany de la trama a Carte a mitjans de gener.
Seguint l'exemple del seu mentor T. W. Robertson, Gilbert es va esforçar per garantir que els vestits i els decorats fossin el més realistes possibles. Quan preparaven els decorats per a l' H.M.S. Pinafore, Gilbert i Sullivan van visitar Portsmouth l'abril de 1878 per inspeccionar els vaixells. Gilbert va fer esbossos de l'H.M.S. Victory i l'H.M.S. St Vincent i va crear un conjunt de models per treballar els fusters. Això era lluny del procediment estàndard en el drama victorià, en el qual el naturalisme era encara un concepte relativament nou, i en el qual la majoria dels autors tenien molt poca influència en com es representaven les seves obres teatrals i llibrets. Aquesta atenció als detalls era típica de la direcció escènica de Gilbert i es repetiria en totes les seves òperes del Savoy. L'enfocament de Gilbert en la precisió visual proporcionava un "costat dret cap amunt per a la bogeria", és a dir, un punt de referència realista que serveix per augmentar el caprici i l'absurditat de les situacions. Sullivan estava "en plena expansió" del treball sobre la peça a mitjans d'abril de 1878. La música alegre i brillant de Pinafore es va compondre en un moment en què Sullivan patia un dolor cruel per una pedra renal. El repartiment va començar els assajos musicals el 24 d'abril i, a principis de maig de 1878, els dos col·laboradors van treballar estretament al pis de Sullivan per finalitzar la peça.
A Pinafore, Gilbert, Sullivan i Carte van utilitzar diversos dels principals membres del repartiment que havien reunit per a The Sorcerer. Com Gilbert havia suggerit a Sullivan el desembre de 1877, "la senyora Cripps [Little Buttercup] serà una part cabdal per a Everard... Barrington serà un capità capital i Grossmith serà un Primer Lord de primera". No obstant això, Mrs Howard Paul,  que havia interpretat a Lady Sangazure a The Sorcerer, estava declinant vocalment. Estava contractada per fer el paper de cosina Hebe a Pinafore. Gilbert va fer un esforç per escriure una part divertida per a ella malgrat les reticències de Sullivan a utilitzar-la, però a mitjans de maig de 1878, tant Gilbert com Sullivan la volien fora del repartiment; descontenta amb el paper, se'n va anar. Quan només faltava una setmana per estrenar, Carte va contractar una cantant de concerts, Jessie Bond, per interpretar a Cousin Hebe. Since Com que Bond tenia poca experiència com a actriu, Gilbert i Sullivan van retirar el diàleg del paper, excepte algunes línies de l'última escena, que van convertir en recitatius. Altres nous membres del repartiment van ser Emma Howson i George Power en els papers romàntics, que van ser millores per a la soprano i el tenor romàntics de The Sorcerer.
Gilbert va actuar com a director d'escena per a les seves pròpies obres i òperes. Va buscar el realisme en la interpretació, tal com es va esforçar per obtenir elements visuals realistes. Va desaprofitar la interacció autoconscient amb el públic i va insistir en un estil de retrat en què els personatges mai no eren conscients del seu propi absurd, sinó que eren un conjunt intern coherent. Sullivan va dirigir els assajos musicals. Com havia de ser la seva pràctica habitual en les seves darreres òperes, Sullivan va deixar l'obertura per l'últim moment, esbossant-la i confiant-la al director musical de la companyia, en aquest cas Alfred Cellier, per completar-la. Pinafore va obrir el 25 de maig de 1878 a l'Opera Comique.

## Personatges
- El Rt. Hon. Sir Joseph Porter, KCB, Primer lord de l'Almirallat (baríton còmic)
- Capità Corcoran, comandant de l'H.M.S. Pinafore (baríton líric)
- Ralph[n 3] Rackstraw, Mariner (tenor)
- Dick Deadeye, Mariner (baríton baix)
- Bill Bobstay, Nostramo (baríton)
- Bob Becket, Fuster (baix)
- Josephine, La filla del capità (soprano)
- Cousin Hebe, primera cosine de Sir Joseph (mezzo-soprano)
- Mrs. Cripps (Little Buttercup), Una dona proveïdora de Portsmouth (contralto)
- Cor de les Germanes del Primer Lord, les seves cosines, les seves tietes, mariners, infants de marina, etc.

## Sinopsi

### Acte I
El vaixell de guerra britànic H.M.S. Pinafore està ancorat davant de Portsmouth. Els mariners estan a la coberta, orgullosos de "netejar la llautó, empalmar la corda, etc."
Little Buttercup, una "dona d'aprovisionament" de Portsmouth (venedora del moll) - que és la "bellesa més rossa, rodona i vermella de tot Spithead" - arriba a bord per vendre els seus articles a la tripulació. Deixa entreveure que pot estar amagant un fosc secret sota el seu "exterior alegre i frívol". Entra Ralph Rackstraw," el noi més intel·ligent de tota la flota", declarant el seu amor per la filla del capità, Josephine. Els seus companys mariners (a excepció de Dick Deadeye, el trist i lleig realista de la tripulació) ofereixen les seves simpaties, però poden donar a Ralph poques esperances que el seu amor sigui retornat.

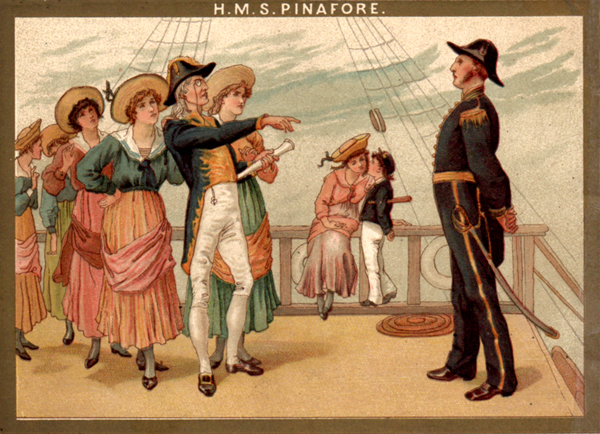
Escena del programa de record del Teatre Savoy de 1886

El popular i popular Captain Corcoran saluda la seva "galant tripulació" i els felicita per la seva educació, dient que retorna el favor mai ("bé, gairebé mai") fent servir un llenguatge dolent, com ara "un gran, gran D".  Després de marxar els mariners, el capità confessa a Little Buttercup que Josephine es resisteix a considerar una proposta de matrimoni de Sir Joseph Porter, el primer lord de l'almirallat. Buttercup diu que sap com se sent quan estimes en va. En sortir, el capità remarca que és "una persona grassoneta i agradable". Josephine entra i li revela al seu pare que estima un humil mariner de la seva tripulació, però li assegura que és una filla obedient i que mai li revelarà el seu amor a aquest mariner.
Sir Joseph arriba a bord, acompanyat de la seva "admiradora multitud de germanes, cosines i tietes". Explica com va créixer des dels seus humils inicis per ser "governant de la Marina de la Reina" mitjançant la persistència, tot i que no té cap qualificació naval. A continuació, ofereix una lliçó d'etiqueta humiliant, dient al capità que sempre ha de dir "si voleu" després de donar una ordre; car "Un mariner britànic és igual a qualsevol home", a excepció de Sir Joseph. Sir Joseph ha compost una cançó per il·lustrar aquest punt i en dona una còpia a Ralph. Poc després, entusiasmat per les opinions de Sir Joseph sobre la igualtat, Ralph decideix que declararà el seu amor a Josephine. Això fa les delícies dels seus companys de vaixell, excepte Dick Deadeye, que sosté que "quan la gent ha d'obeir les ordres d'altres persones, la igualtat" però, tot i que ha trobat molestes les atencions de Sir Joseph, sap que és el seu deure casar-se amb Sir Joseph en lloc de Ralph. Dissimulant els seus veritables sentiments, ella "rebutja amb orgull" l '"amor ofert" de Ralph. però, tot i que ha trobat molestes les atencions de Sir Joseph, sap que és el seu deure casar-se amb Sir Joseph en lloc de Ralph. Dissimulant els seus veritables sentiments, ella "rebutja amb orgull" l'"amor ofert" de Ralph.
Ralph convoca els seus companys de vaixell (també arriben les dones de Sir Joseph) i els diu que està decidit al suïcidi. La tripulació expressa simpatia, excepte Dick, que proporciona un contrapunt descarnat. Ralph es posa una pistola al cap, però quan està a punt de prémer el gallet, entra Josephine, admetent que l'estima després de tot. Ralph i Josephine planegen fugir a terra per fugir aquella nit. Dick Deadeye els adverteix de "descartar ni dur a terme l'esquema", però la companyia de la nau alegre l'ignora.

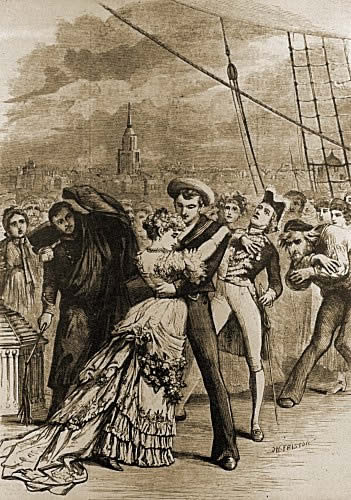
Il·lustració dels personatges de l'acte II de D. H. Friston, 1878

### Acte II
Més tard aquella nit, sota la lluna plena, el capità Corcoran revisa les seves preocupacions: la seva "gentil tripulació es rebel·la", la seva "filla d'un mariner és parcial", els seus amics semblen abandonar-lo i Sir Joseph ha amenaçat amb una cort marcial. Little Buttercup ofereix simpatia. Li diu que, si no fos per la diferència en la seva posició social, li hauria tornat l'afecte. Ella profetitza que les coses no són totes com semblen i que li està pensant un "canvi", però ell no entén la seva críptica advertència.
Sir Joseph entra i es queixa que Josephine encara no ha acceptat casar-se amb ell. El capità especula que probablement quedarà enlluernada pel seu "rang exaltat" i que si Sir Joseph la pot convèncer que "l'amor és de tots els nivells", acceptarà la seva proposta. Es retiren i Josephine entra, encara sentint-se culpable de la seva fugida prevista amb Ralph i temerosa de renunciar a una vida de luxe. Quan Sir Joseph defensa l'argument que "l'amor fa tots els nivells", una encantada Josephine diu que "ja no dubtarà més". El capità i Sir Joseph s'alegren, però Josephine està ara més decidida que mai a casar-se amb Ralph.
Dick Deadeye intercepta el capità i li explica els plans dels amants de fugir. El capità s'enfronta a Ralph i Josephine mentre intenten deixar el vaixell. La parella declara el seu amor, justificant les seves accions perquè "Ell és un anglès!" El furiós capità no es commou i esbufega: "Per què, senyora, és una llàstima!" Sir Joseph i els seus parents, que han escoltat aquest jurament, es mostren sorpresos en escoltar jurar a bord d'un vaixell i Sir Joseph ordena al capità confinar-se a la seva cabina.
Quan Sir Joseph pregunta què havia provocat l'esclat de l'oficial, normalment educat, Ralph respon que era la seva declaració d'amor per Josephine. Furiós al seu torn per aquesta revelació, i ignorant la súplica de Josephine per salvar Ralph, Sir Joseph fa que el mariner sigui "carregat de cadenes" i el portin al bergantí del vaixell. Little Buttercup es presenta ara per revelar el seu llarg secret. Fa molts anys, quan "practicava la cria de nadons", havia tingut cura de dos nadons, un "de baixa condició" i l'altre "un patrici habitual ". Confessa que "va barrejar aquells nens ... El nadó ben nascut era Ralph; el teu capità era l'altre".
Ara, Sir Joseph s'adona que Ralph hauria d'haver estat el Capità i que el Capità hauria d'haver estat Ralph. Convoca tots dos i surten amb l'uniforme de l'un a l'altre: Ralph com a capità, al comandament del Pinafore, i Corcoran com a mariner comú. El matrimoni de Sir Joseph amb Josephine està ara "fora de la qüestió" als seus ulls: "l'amor nivells de tots els nivells ... en gran manera, però no els nivells tant com això". La lliura al capità Rackstraw. El ja humil rang social de l'antic capità el deixa lliure per casar-se amb Buttercup. Sir Joseph es conforma amb la seva cosina Hebe, i tot acaba en una alegria general.

## Números musicals
- Overture

Act I
- 1. "We sail the ocean blue" (Sailors)
- 2. "Hail! men-o'-war's men" ... "I'm called Little Buttercup" (Buttercup)
- 2a. "But tell me who's the youth" (Buttercup i Nostramo)
- 3. "The nightingale" (Ralph i Cor de mariners)
- 3a. "A maiden fair to see" (Ralph i Cor de mariners)
- 4. "My gallant crew, good morning ... I am the Captain of the Pinafore" (Captain i Cor de mariners)
- 4a. "Sir, you are sad" (Buttercup i Captain)
- 5. "Sorry her lot who loves too well" (Josephine)
- 5a. Cut song: "Reflect, my child" (Captain i Josephine)
- 6. "Over the bright blue sea" (Cor de Familiars)
- 7. "Sir Joseph's barge is seen" (Cor de mariners i Cor de Familiars)

- 8. "Now give three cheers ... I am the Monarch of the sea" (Captain, Sir Joseph, Cousin Hebe i Cor)
- 9. "When I was a lad" (Sir Joseph i Cor)
- 9a. "For I hold that on the sea" (Sir Joseph, Cousin Hebe i Cor)
- 10. "A British tar" (Ralph, Nostramo, Fuster i Cor de mariners)
- 11. "Refrain, audacious tar" (Josephine i Ralph)
- 12. Finale, Act I (Conjunt)
  - "Can I survive this overbearing?"
  - "Oh joy, oh rapture unforeseen"
  - "Let's give three cheers for the sailor's bride"
  - "A British tar" (reprise)

Act II
(Entr'acte)

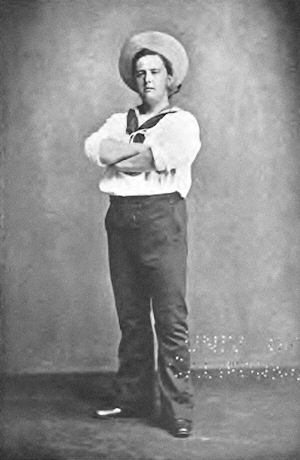
Rutland Barrington com A.B.S. Corcoran al final de Pinafore

- 13. "Fair moon, to thee I sing" (Captain)
- 14. "Things are seldom what they seem" (Buttercup i Captain)
- 15. "The hours creep on apace" (Josephine)
- 16. "Never mind the why i wherefore" (Josephine, Captain i Sir Joseph)
- 17. "Kind Captain, I've important information" (Captain i Dick Deadeye)
- 18. "Carefully on tiptoe stealing" (Soli i Cor)
- 18a. "Pretty daughter of mine" (Captain i Conjunt) i "He is an Englishman" (Boatswain i Conjunt)
- 19. "Farewell, my own" (Ralph, Josephine, Sir Joseph, Buttercup i Cor)
- 20. "A many years ago" (Buttercup i Cor)
- 20a. "Here, take her, sir" (Sir Joseph, Josephine, Ralph, Cousin Hebe i Cor)¹
- 21. Finale: "Oh joy, oh rapture unforeseen" (Conjunt) ²

¹Veure discussió sobre les versions, a sota.
²Inclou represes de diverses cançons, concloent amb "For he is an Englishman".

## Produccions

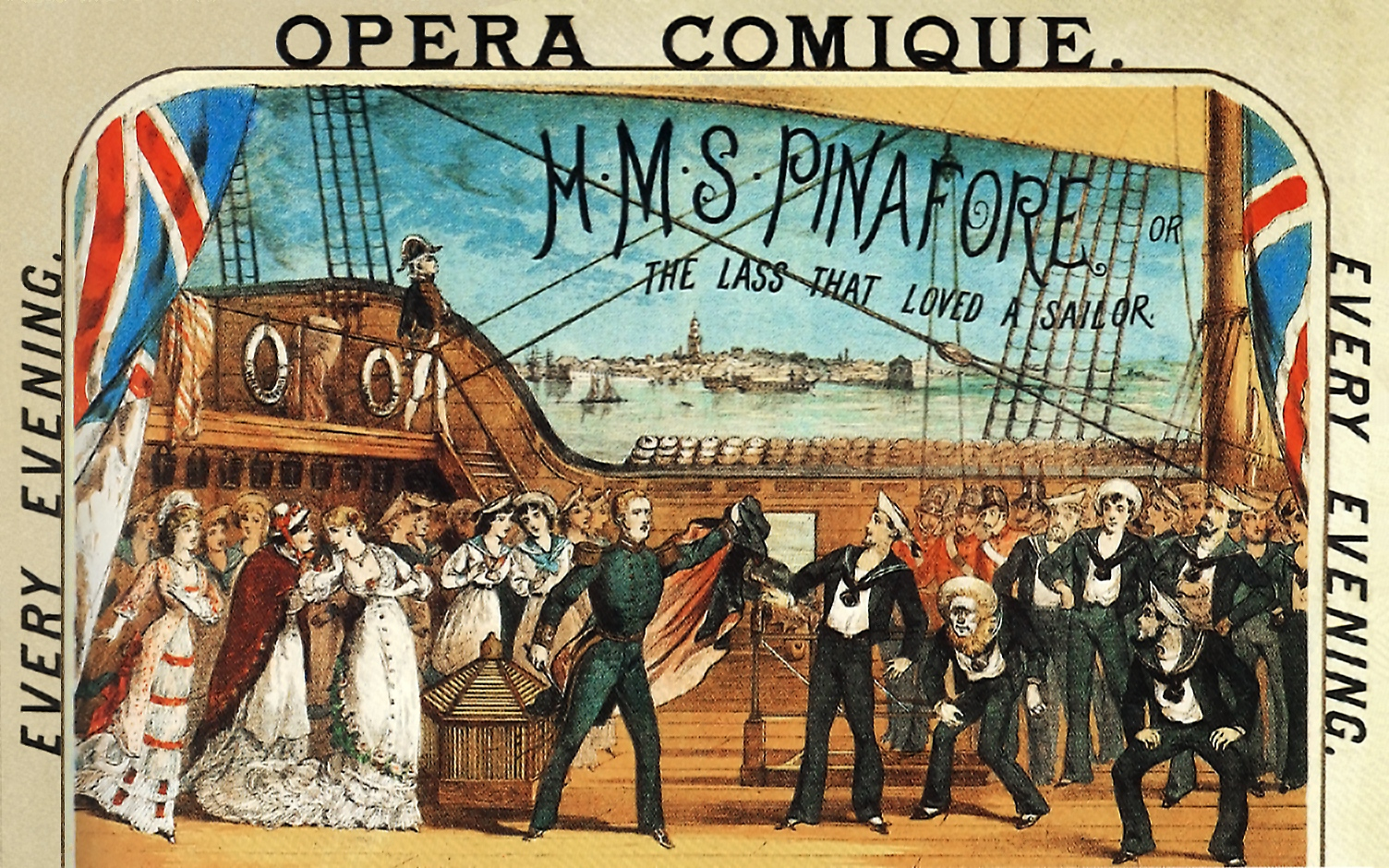
Il·lustració de pòsters de la producció original de 1878

Pinafore va estrenar-se el 25 de maig de 1878 a l'Opera Comique, davant un públic entusiasta, amb la direcció de Sullivan. Aviat, però, la peça va patir febles vendes d'entrades, generalment atribuïdes a una onada de calor que va fer que l'Opera Comique fos particularment incòmoda. L'historiador Michael Ainger qüestiona aquesta explicació, almenys en part, afirmant que les onades de calor de l'estiu de 1878 van ser curtes i transitòries. A mitjans d'agost, Sullivan va escriure a la seva mare que havia arribat un temps més fresc, cosa que va ser bona per a l'espectacle. Mentrestant, els quatre socis de la Comedy Opera Company van perdre la confiança en la viabilitat de l'òpera i van publicar avisos de tancament. Carte va donar a conèixer la peça presentant un concert de matinée el 6 de juliol de 1878 a l'enorme Crystal Palace.
A finals d'agost de 1878, Sullivan va utilitzar part de la música Pinafore, arranjada pel seu ajudant Hamilton Clarke, durant diversos concerts de passeig amb èxit a Covent Garden que van generar interès i van estimular la venda d'entrades. By Al setembre, Pinafore s'estava interpretant amb entrades exhaurides a l'Opera Comique. De la partitura per a piano es van vendre 10.000 còpies, i Carte aviat va enviar dues companyies addicionals a fer gires per les províncies.
Carte, Gilbert i Sullivan ara tenien els recursos econòmics per produir espectacles ells mateixos, sense patrocinadors externs. Carte va convèncer l'autor i el compositor que una aliança comercial entre els tres seria beneficiosa, i van elaborar un pla per separar-se dels directors de la Comedy Opera Company. El contracte entre Gilbert i Sullivan i la Comedy Opera Company va donar a aquesta última el dret de presentar Pinafore durant la durada de la estada inicial. L'Opera Comique es va veure obligada a tancar per reparacions de clavegueram i clavegueram, i va ser renovada per EW Bradwell, des del Nadal de 1878 fins a finals de gener de 1879. Gilbert, Sullivan i Carte van creure que aquesta ruptura va acabar amb l'estada inicial i, per tant, va acabar amb els drets de la companyia. Carte va posar la qüestió fora de dubte prenent un contracte d'arrendament personal del teatre durant sis mesos a partir de l'1 de febrer de 1879, data de la seva reobertura, quan es va reprendre Pinafore. Al final dels sis mesos, Carte tenia previst notificar a la Comedy Opera Company que els seus drets sobre l'espectacle i el teatre havien acabat.
Mentrestant, nombroses versions de Pinafore, no autoritzades pels seus creadors, van començar a ser produïdes a Amèrica amb gran èxit, començant per una producció a Boston que es va estrenar el 25 de novembre de 1878. Pinafore es va convertir en una font de cites populars a banda i banda de l'Atlàntic, com ara l'intercanvi:
"What, never?"

"No, never!"

"What, never?"

"Well, hardly ever!"

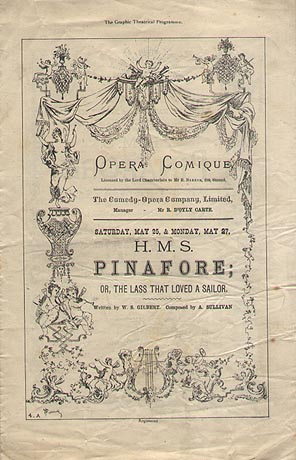
Portada del programa de la nit d'estrena

El febrer de 1879, Pinafore va reprendre les seves operacions a l'Opera Comique. L'òpera també es va reprendre la gira a l'abril, amb dues companyies que travessaven les províncies britàniques pel juny, una amb Richard Mansfield com Sir Joseph, l'altra amb W.S. Penley al paper. Amb l'esperança de sumar-se als beneficis que es podrien obtenir a Amèrica de Pinafore, Carte va marxar al juny a Nova York per fer arranjaments per a una producció "autèntica" allà que l'autor i compositor assagessin personalment. Va organitzar el lloguer d'un teatre i va audicionar els membres del cor per a la producció americana de Pinafore i una nova òpera de Gilbert i Sullivan que s'estrenaria a Nova York i per a gires.
Sullivan, tal com s'havia acordat amb Carte i Gilbert, va avisar els socis de la Comedy Opera Company a principis de juliol de 1879 que ell, Gilbert i Carte no renovarien el contracte per produir Pinafore amb ells i que retiraria la seva música. de la Comedy Opera Company el 31 de juliol. A canvi, la Comedy Opera Company va avisar que tenien intenció d'interpretar Pinafore en un altre teatre i van iniciar una acció legal contra Carte i companyia. Van oferir als repartiments londinencs i de gira de Pinafore més diners per interpretar a la seva producció i, tot i que alguns coristes van acceptar la seva oferta, només un actor principal, Aeneas Joseph Dymott, va acceptar. Van contractar l'Imperial Theatre, però no tenien escenografia. El 31 de juliol, van enviar un grup de matons per apoderar-se dels decorats i de l'atrezzo durant l'acte II de la representació nocturna a l'Opera Comique. Gilbert era fora i Sullivan es recuperava d'una operació de càlculs renals. Els tramoistes i els membres del repartiment van aconseguir allunyar els seus atacants de darrera de l'escenari i protegir l'escenografia, tot i que el director d'escena, Richard Barker, i altres, van resultar ferits. El repartiment va continuar amb l'espectacle fins que algú va cridar "Foc!" George Grossmith, interpretant a Sir Joseph, va anar davant del teló per calmar el públic en pànic. La policia va arribar per restablir l'ordre i l'espectacle va continuar. Gilbert va demandar perquè la Comedy Opera Company posés en escena la seva producció rival de H.M.S. Pinafore. El tribunal va permetre que la producció continués a l'Imperial, a partir de l'1 d'agost de 1879, i es va transferir a l'Olympic Theatre al setembre. Pauline Rita era una de les sèries de Josephines. La producció va rebre bones crítiques i es va vendre inicialment bé, però es va retirar a l'octubre després de 91 representacions. L'assumpte finalment es va resoldre en un tribunal, on un jutge va donar la raó a Carte uns dos anys després.
Després del seu retorn a Londres, Carte va formar una nova associació amb Gilbert i Sullivan per dividir els beneficis a parts iguals després de les despeses de cadascun dels seus espectacles. Mentrestant, Pinafore va continuar representant-se amb força. El 20 de febrer de 1880, Pinafore va completar la seva primera carrera de 571 representacions. L'única altra obra de teatre musical en el món havien vegada s'ha quedat més temps era l'opereta de Robert Planquette Les cloches de Corneville.

### PortantPinaforeals Estats Units
Entre el 1878 i el 1879, aproximadament 150 produccions no autoritzades de Pinafore van sorgir als Estats Units, i cap d'aquestes va pagar drets d'autor als autors. Gilbert i Sullivan els van qualificar de "pirates", tot i que els creadors no tenien cap protecció internacional per drets d'autor. La primera d'aquestes produccions, que es va obrir al Boston Museum el 25 de novembre de 1878, va produir tal efecte que la peça va ser produïda ràpidament a les principals ciutats i en gira per desenes de companyies de tot el país. Només Boston va veure almenys una dotzena de produccions, inclosa una versió juvenil descrita per Louisa May Alcott en la seva història de 1879, "Jimmy's Cruise in the Pinafore". A Nova York, diferents produccions de la peça van representar-se simultàniament en vuit teatres a cinc quadres de l'un de l'altre i en sis teatres de Filadèlfia.

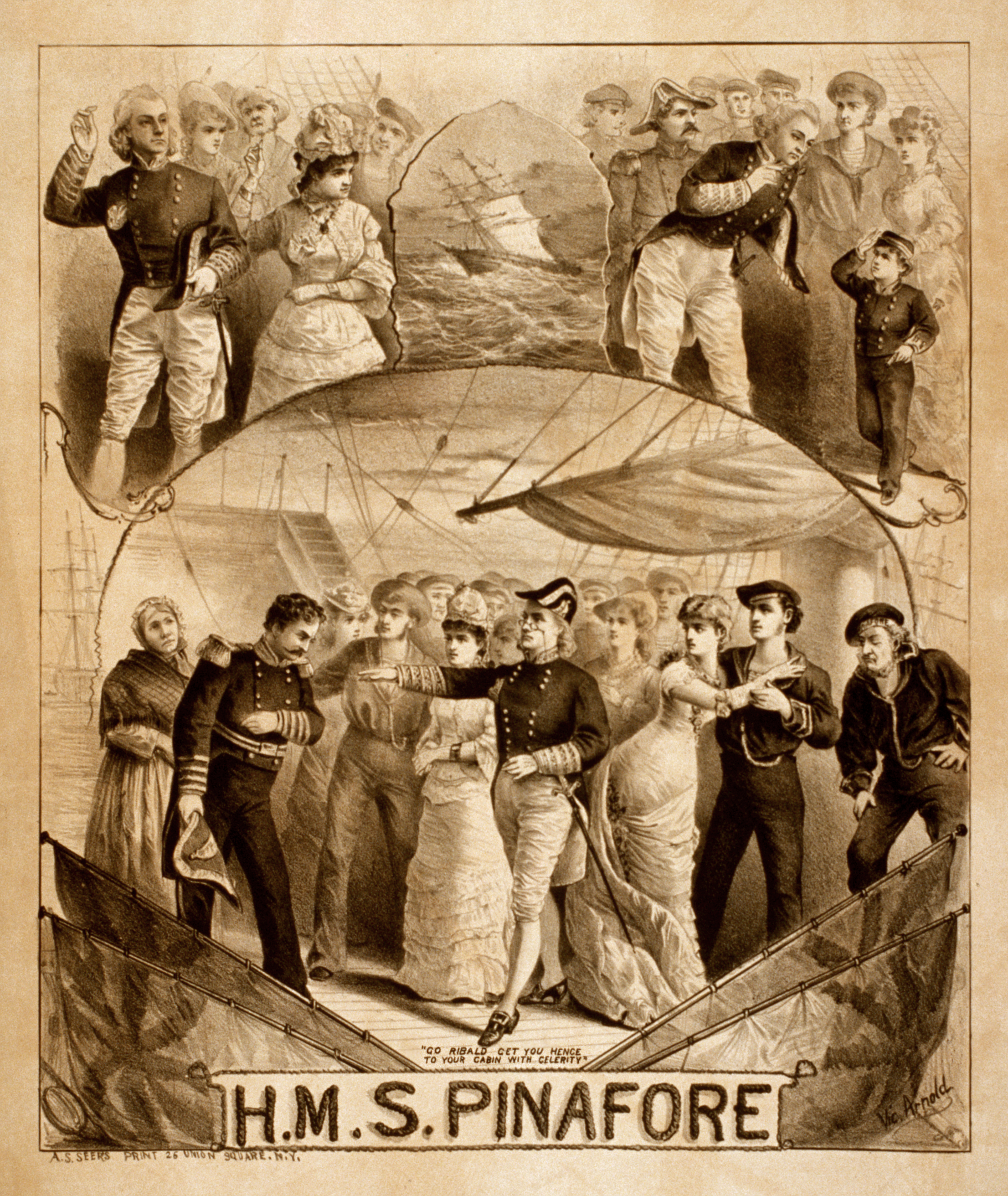
Anunci d'una producció nord-americana (probablement sense llicència) de H.M.S. Pinafore

Aquestes representacions no autoritzades van adoptar moltes formes, incloent-hi burlesques, produccions amb homes interpretant papers de dones i viceversa, paròdies, actes de varietats, versions d'espectacles Minstrel, produccions totalment negres i catòliques, alemany, ídix i altres versions en llengua estrangera, actuacions en vaixells o per cors de l'església, i produccions protagonitzades per elencs de nens. Pocs van pretendre tocar l'òpera tal com estava escrita.. Els arranjaments de partitures eren populars, hi havia nines i articles per a la llar temàtics de Pinafore, i les referències a l'òpera eren freqüents en publicitat, notícies i altres suports. Gilbert, Sullivan i Carte van presentar demandes als Estats Units i van intentar durant molts anys controlar els drets d'autor nord-americans sobre les seves òperes, o almenys reclamar algunes regalías, sense èxit. Van fer un esforç especial per reclamar els drets nord-americans per al seu proper treball després de Pinafore, The Pirates of Penzance, realitzant l'estrena oficial a Nova York.
Gilbert, Sullivan i Carte es van reunir el 24 d'abril de 1879 per fer plans per a una producció de Pinafore a Amèrica. Carte va viatjar a Nova York l'estiu de 1879 i va fer arranjaments amb el director teatral John T. Ford per presentar, al Fifth Avenue Theatre, la primera producció nord-americana autoritzada de Pinafore. Al novembre, Carte va tornar a Amèrica amb Gilbert, Sullivan i una companyia de cantants importants, J. H. Ryley com Sir Joseph, Blanche Roosevelt com Josephine, Alice Barnett com Little Buttercup, Furneaux Cook com Dick Deadeye, Hugh Talbot com Ralph Rackstraw i Jessie Bond com Cousin Hebe. A aquests, va afegir alguns cantants nord-americans, inclòs el Signor Brocolini com Captain Corcoran. Alfred Cellier va venir a ajudar Sullivan, mentre que el seu germà François es quedava a Londres per dirigir Pinafore allà.
Pinafore va obrir a Nova York l'1 de desembre de 1879 (amb Gilbert a l'escenari al cor) i va funcionar la resta de desembre. Després d'una primera setmana força forta, el públic va caure ràpidament, ja que la majoria dels novaiorquesos ja havien vist produccions locals de Pinafore. Això va ser inesperat i va obligar Gilbert i Sullivan a competir per completar i assajar la seva nova òpera, The Pirates of Penzance, que es va estrenar amb molt d'èxit el 31 de desembre. Poc després, Carte va enviar tres companyies de gira per la costa est dels Estats Units i Midwest, interpretant Pinafore al costat de Pirates.

### Producció infantil

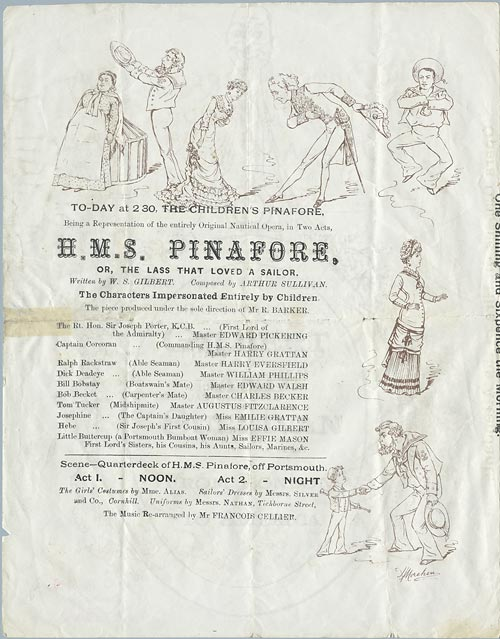
Programa del 1880 per a Pinafore infantil de Carte

Les produccions juvenils no autoritzades de Pinafore van ser tan populars que Carte va muntar la seva pròpia versió infantil, tocada a matinades a l'Opera Comique a partir del 16 de desembre de 1879. François Cellier, que havia pres el relleu del seu germà com a director musical de Carte a Londres, va adaptar la partitura per a veus infantils. Entre les seves dues temporades nadalenques a Londres, la producció infantil va fer una gira provincial del 2 d'agost de 1880 a l'11 de desembre de 1880.
La producció infantil de Carte va obtenir crítiques entusiastes del crític Clement Scott i la resta de crítics londinencs, així com del públic, inclosos els nens. No obstant això, la maledicció del capità Corcoran "Damme!" va ser sense censura, xocant a membres del públic tan destacats com Lewis Carroll, qui més tard va escriure: "un grup de noies amb aspecte innocent i dolç canten, amb un aspecte alegre i brillant, el cor" Va dir, maleït! Va dir: maleït! No puc trobar paraules per transmetre al lector el dolor que sentia en veure aquells estimats nens ensenyats a pronunciar aquestes paraules per divertir les orelles que es tornaven insensibles al seu horrorós significat ... Com el senyor Gilbert es podria haver ajupit a escriure, o Sir Arthur Sullivan ha prostituït el seu noble art per musicar-ho, tan vil brossa, que passa la meva habilitat per entendre-ho ".

### Produccions posteriors
Després que l'òpera tingués èxit a Londres, Richard D'Oyly Carte va enviar ràpidament companyies de gira a les províncies britàniques. Almenys una companyia D'Oyly Carte, i de vegades fins a tres, interpretava Pinafore sota l'ègida de Carte cada any entre 1878 i 1888, incloent-hi el seu primer revival de Londres el 1887. L'òpera va rebre un descans, tornant al repertori de gira entre 1894 i 1900 i de nou la major part del temps entre 1903 i 1940.Gilbert va dirigir tots els revivals durant la seva vida i, després de la seva mort, la D'Oyly Carte Opera Company va tenir drets exclusius de representació de les òperes del Savoy fins al 1962. Va continuar seguint de prop les indicacions de Gilbert durant tot aquest període, tal com es recull als llibres de Gilbert, i també va exigir als seus llicenciataris que les seguissin de prop.

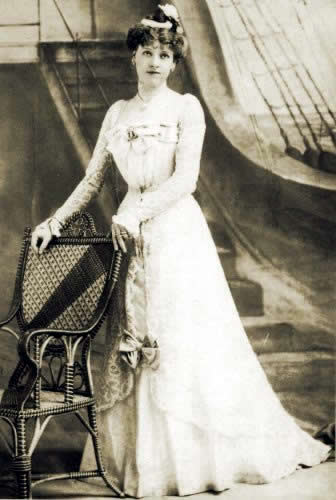
Ruth Vincent com Josephine in 1899

Fins al 1908, els revivals de l'òpera es feien amb vestits contemporanis, amb vestits de dama executats per cases d'alta costura com Redfern. Després d'això, dissenyadors com Percy Anderson, George Sheringham i Peter Goffin van crear dissenys de vestits victorians. El conjunt de 1887 va ser dissenyat per Hawes Craven. A l'hivern de 1940-1941, els decorats i el vestuari de la D'Oyly Carte Opera Company's per a Pinafore i altres tres òperes van ser destruïts per les bombes alemanyes durant la Segona Guerra Mundial. L'òpera es va recuperar a Londres l'estiu de 1947. Després es va incloure al repertori de la D'Oyly Carte en cada temporada des d'aleshores, fins al tancament de la companyia el 1982. La D'Oyly Carte company va interpretar Pinafore davant la reina Elisabet II i la família reial al castell de Windsor el 16 de juny de 1977, durant l'any del Jubileu de Plata de la reina, la primera representació reial d'una òpera Gilbert i Sullivan des del 1891.
La D'Oyly Carte Opera Company no va permetre a cap altra companyia professional presentar les òperes savoianes a Gran Bretanya fins que els drets d'autor van expirar a finals de 1961, tot i que va autoritzar moltes companyies d'aficionats i escoles ja a inicis del segle xix. Després de 1961, altres companyies professionals van muntar produccions de l'òpera a Gran Bretanya. Aquests han inclòs la producció de Tyrone Guthrie a Stratford Shakespeare Festival, Ontario, el 1960, vist a Broadway el 1960 ia Londres el 1962 i una producció de Nova Sadler Wells Opera Company vist per primera vegada el 4 de juny de 1984 a Sadler's Wells Theatre, que es va veure també a Nova York. La Scottish Opera, la Welsh National Opera i moltes altres companyies d'òpera britàniques han muntat produccions, igual que la reconstituïda D'Oyly Carte Opera Company entre el 1990 i el seu tancament el 2003. En els darrers anys, la Carl Rosa Opera Company ha produït Pinafore diverses vegades, inclòs el 2009, i Opera della Luna i altres companyies britàniques continuen muntant la peça.
L'extraordinari èxit inicial de Pinafore a Amèrica va ser vist de primera mà per J. C. Williamson. Aviat va fer arranjaments amb D'Oyly Carte per presentar la primera producció autoritzada de l'òpera a Austràlia, estrenant-se el 15 de novembre de 1879 al Theatre Royal de Sydney. Posteriorment, la seva companyia d'òpera va tocar temporades freqüents de l'obra (i les posteriors òperes savoianes) fins almenys al 1963. Als Estats Units, la peça mai va perdre popularitat. Internet Broadway Database enllaça amb una llista no exhaustiva de 29 produccions només a Broadway. Entre les companyies de repertori professional que segueixen presentant Pinafore habitualment als Estats Units està Opera a la Carte, amb seu a Califòrnia, l'Ohio Light Opera i la New York Gilbert and Sullivan Players, que gira l'òpera anualment i sovint l'inclou en les seves temporades de Nova York. Pinafore encara es representa arreu del món per companyies d'òpera com el Royal Theatre de Copenhaguen ; Australian Opera (i Essgee Entertainment i altres a Austràlia); a Kassel, Alemanya; i fins i tot Samarcanda, Uzbekistan.
La taula següent mostra la història de les produccions d'Oyly Carte (excloent les gires) a la vida de Gilbert:
| Teatre                          | Data d'estrena         | Data de finalització   | Funcions | Detalls |
| ------------------------------- | ---------------------- | ---------------------- | -------- | --- |
| Opera Comique                   | 25 de maig de 1878     | 24 de desembre de 1878 | 571      | Tirada original a Londres. (El teatre va estar tancat entre el 25 de desembre de 1878 i el 31 de gener de 1879.)                          |
| Opera Comique                   | 31 de gener de 1879    | 20 de febrer de 1880   | 571      | Tirada original a Londres. (El teatre va estar tancat entre el 25 de desembre de 1878 i el 31 de gener de 1879.)                          |
| Fifth Avenue Theatre, Nova York | 1 de desembre de 1879  | 27 de desembre de 1879 | 28       | Estrena oficial nord-americana a Nova York, prèvia a l'estrena de The Pirates of Penzance.                                                |
| Opera Comique                   | 16 de desembre de 1879 | 20 de març de 1880     | 78       | Companyia d'intèrprets juvenils, només matinals. (Aquesta companyia va fer una gira provincial del 2 d'agost a l'11 de desembre de 1880.) |
| Opera Comique                   | 22 de desembre de 1880 | 28 de gener de 1881    | 28       | Companyia d'intèrprets juvenils, només matinals. (Aquesta companyia va fer una gira provincial del 2 d'agost a l'11 de desembre de 1880.) |
| Savoy Theatre                   | 12 de novembre de 1887 | 10 de març de 1888     | 120      | Primer revival de Londres. |
| Savoy Theatre                   | 6 de juny de 1899      | 25 de novembre de 1899 | 174      | Segon revival de Londres. Interpretada amb Trial by Jury.                                                                                 |
| Savoy Theatre                   | 14 de juliol de 1908   | 27 de març de 1909     | 61       | Segona temporada del repertori del Savoy; va tocar amb altres cinc òperes. (La data de tancament que es mostra és de tota la temporada.)  |

## Repartiments històrics
Les següents taules mostren els membres del repartiment més destacats d'importants produccions i gires de la D'Oyly Carte Opera Company en diversos moments fins al tancament de la companyia el 1982:
| Paper                   | Opera Comique 1878   | New York 1879     | Savoy Theatre 1887 | Savoy Theatre 1899 | Savoy Theatre 1908 |
| ----------------------- | -------------------- | ----------------- | ------------------ | ------------------ | ------------------ |
| Sir Joseph              | George Grossmith     | J. H. Ryley       | George Grossmith   | Walter Passmore    | Charles H. Workman |
| Captain Corcoran        | Rutland Barrington   | Sgr. Brocolini    | Rutland Barrington | Henry Lytton       | Rutland Barrington |
| Ralph Rackstraw         | George Power         | Hugh Talbot       | J. G. Robertson    | Robert Evett       | Henry Herbert      |
| Dick Deadeye            | Richard Temple       | J. Furneaux Cook  | Richard Temple     | Richard Temple     | Henry Lytton       |
| Boatswain/ Bill Bobstay | Fred Clifton         | Fred Clifton      | Richard Cummings   | W. H. Leon         | Leicester Tunks    |
| Carpenter/ Bob Beckett  | Aeneas J. Dymott     | Mr. Cuthbert      | Rudolph Lewis      | Powis Pinder       | Fred Hewett        |
| Midshipmite/ Tom Tucker | Master Fitzaltamont¹ |                   |                    |                    |                    |
| Josephine               | Emma Howson          | Blanche Roosevelt | Geraldine Ulmar    | Ruth Vincent       | Elsie Spain        |
| Hebe                    | Jessie Bond          | Jessie Bond       | Jessie Bond        | Emmie Owen         | Jessie Rose        |
| Buttercup               | Harriett Everard     | Alice Barnett     | Rosina Brandram    | Rosina Brandram    | Louie René         |

| Role             | D'Oyly Carte 1915 tour | D'Oyly Carte 1925 tour | D'Oyly Carte 1935 tour | D'Oyly Carte 1950 tour |
| ---------------- | ---------------------- | ---------------------- | ---------------------- | ---------------------- |
| Sir Joseph       | Henry Lytton           | Henry Lytton           | Martyn Green           | Martyn Green           |
| Captain Corcoran | Leicester Tunks        | Leo Sheffield          | Leslie Rands           | Richard Watson         |
| Ralph Rackstraw  | Walter Glynne          | Charles Goulding       | John Dean              | Herbert Newby          |
| Dick Deadeye     | Leo Sheffield          | Darrell Fancourt       | Darrell Fancourt       | Darrell Fancourt       |
| Boatswain        | Frederick Hobbs        | Henry Millidge         | Richard Walker         | Stanley Youngman       |
| Carpenter        | George Sinclair        | Patrick Colbert        | L. Radley Flynn        | L. Radley Flynn        |
| Josephine        | Phyllis Smith          | Elsie Griffin          | Ann Drummond-Grant     | Muriel Harding         |
| Hebe             | Nellie Briercliffe     | Aileen Davies          | Marjorie Eyre          | Joan Gillingham        |
| Buttercup        | Bertha Lewis           | Bertha Lewis           | Dorothy Gill           | Ella Halman            |

| Role             | D'Oyly Carte 1958 tour | D'Oyly Carte 1965 tour | D'Oyly Carte 1975 tour | D'Oyly Carte 1982 tour |
| ---------------- | ---------------------- | ---------------------- | ---------------------- | ---------------------- |
| Sir Joseph       | Peter Pratt            | John Reed              | John Reed              | James Conroy-Ward      |
| Captain Corcoran | Jeffrey Skitch         | Alan Styler            | Michael Rayner         | Clive Harre            |
| Ralph Rackstraw  | Thomas Round           | David Palmer           | Meston Reid            | Meston Reid            |
| Dick Deadeye     | Donald Adams           | Donald Adams           | John Ayldon            | John Ayldon            |
| Boatswain        | George Cook            | George Cook            | Jon Ellison            | Michael Buchan         |
| Carpenter        | Jack Habbick           | Anthony Raffell        | John Broad             | Michael Lessiter       |
| Josephine        | Jean Hindmarsh         | Ann Hood               | Pamela Field           | Vivian Tierney         |
| Hebe             | Joyce Wright           | Pauline Wales          | Patricia Leonard       | Roberta Morrell        |
| Buttercup        | Ann Drummond-Grant     | Christene Palmer       | Lyndsie Holland        | Patricia Leonard       |

¹ El Midshipmite, Tom Tucker, és interpretat tradicionalment per un nen. "Fitzaltamont" era probablement un pseudònim utilitzat per protegir la identitat del nen, ja que el mateix nom apareix en els programes de diverses companyies de gires provincials. No apareixen noms pel seu paper en produccions posteriors.

## Recepció

### Recepció crítica inicial
Les primeres revisions van ser majoritàriament favorables. The Era escriure:
| « | Poques vegades hem estat en companyia d'un públic més alegre. ... [Gilbert i Sullivan] en ocasions anteriors han estat productius d'aquests divertiments legítims, formes tan noves de gràcies, enginy tan original i capritxositat inesperada, que res era més natural que el públic per anticipar-se a una nit de gaudi profund. L'expectativa es va complir completament. Aquells que van creure en el poder del senyor Gilbert per fer pessigolles amb fantàstics suggeriments i formes d'humor inesperades van estar més que satisfets, i els que aprecien l'inesgotable do de la melodia del senyor Arthur Sullivan van quedar igualment satisfets; mentre aquella àmplia classe d'espectadors que estan satisfets amb vestits brillants i efectes escènics encantadors es van declarar encantats. El resultat, per tant, va ser "un èxit, un èxit palpable" ... | » |

The Era també va elogiar abundantment a Emma Howson com a Josephine. The Entr'acte i Limelight van comentar que l'òpera recordava a Trial by Jury i Sorcerer, però la va trobar divertida i va titllar la música de "molt encantadora. és divertit". El diari va elogiar a Grossmith com a Sir Joseph, assenyalant amb diversió que estava inventat per semblar els retrats d'Horatio Nelson, "i la seva bona cançó introductòria sembla "W. H. Smith". Va opinar, a més, que "He Is an Englishman" és "una excel·lent sàtira sobre la proposició que un home ha de ser necessàriament virtuós per ser anglès". Va trobar la peça, en el seu conjunt, ben presentada i va predir que tindria una llarga durada.

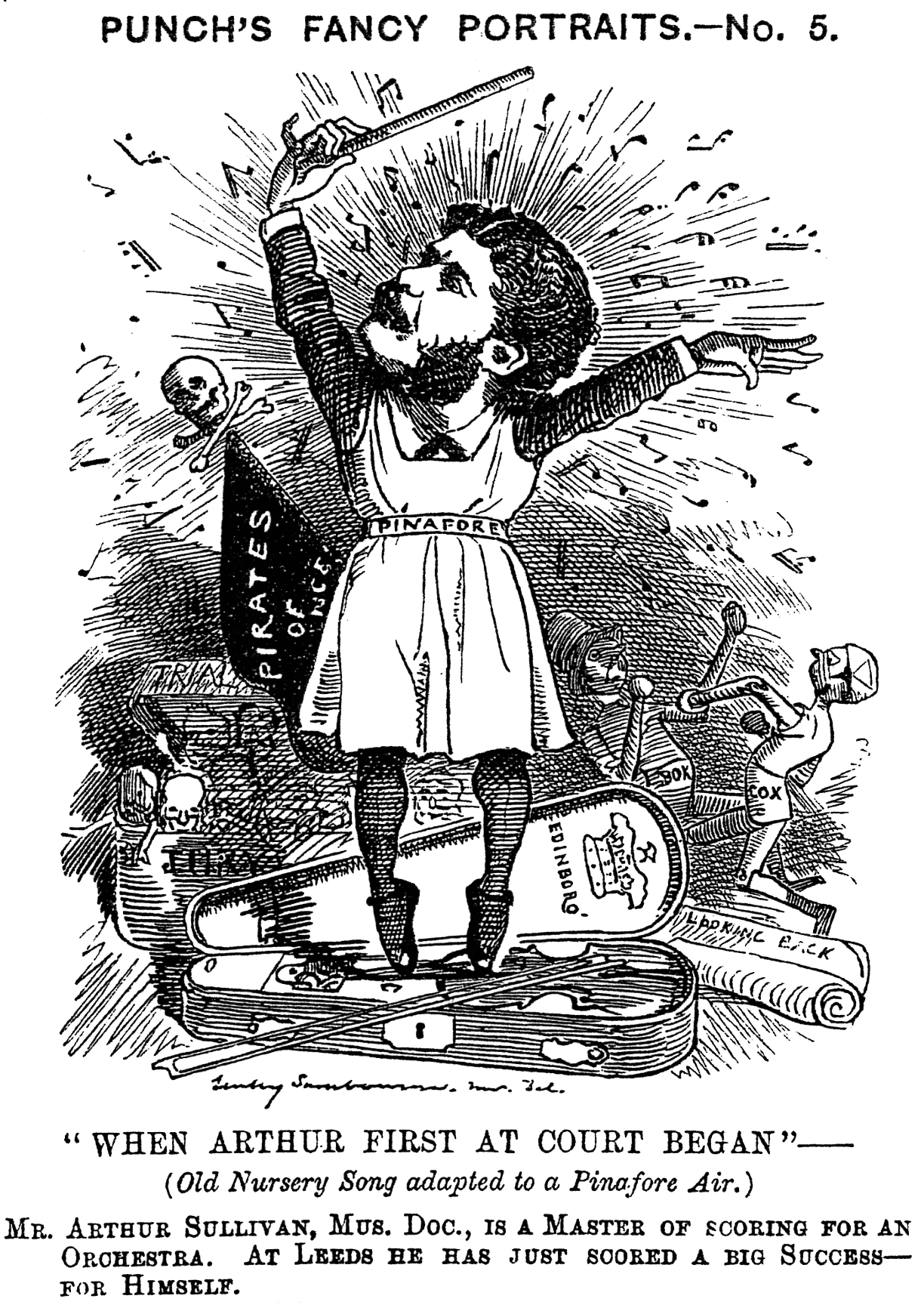
Caricatura de Punch on es burlen de Sullivan pel seu enfocament en l'òpera còmica

De la mateixa manera, The Illustrated London News va concloure que la producció va ser un èxit i que la trama, tot i que escassa, va servir de bon vehicle per a "l'humor càustic i la sàtira pintoresca" de Gilbert. Va trobar que hi havia "molt per provocar rialles en els ocasionals èxits satírics ... La música del doctor Sullivan és tan viva com el text al qual està ambientada, amb aquí i allà un toc d'expressió sentimental ... la peça està ben representada a tot arreu". The Daily News, The Globe, The Times (que van elogiar particularment a Grossmith, Barrington i Everard) i The Standard van coincidir, l'últim comentant favorablement la interpretació del cor, que, segons deia, "s'afegeix a la realitat de la il·lusió". The Times també va assenyalar que la peça va ser un primer intent de l'establiment d'un "escenari musical nacional" amb un llibret lliure de "impropieses" franceses arriscades i sense "l'ajut" de models musicals italians i alemanys.
The Daily Telegraph i el Athenaeum, però, van rebre l'òpera només amb elogis mixtos. The Musical Times es va queixar que la col·laboració contínua entre Gilbert i Sullivan era "perjudicial per al progrés artístic de qualsevol dels dos", ja que, tot i que era popular entre el públic, "es demana alguna cosa superior per al que s'entén com a "òpera còmica". El document comentava que Sullivan tenia "els veritables elements d'un artista, que es desenvoluparien amb èxit si es presentés un llibret acuradament emmarcat per a la seva composició". Tanmateix, va concloure dient el gaudi que tenia l'òpera: "Havent complert amb consciència els nostres deures de crítics d'art, passem immediatament a dir que H.M.S. Pinafore és una divertida peça d'extravagància, i que la música la flota alegrement fins al final". The Times i diversos altres diaris van coincidir que, mentre la peça era entretinguda, Sullivan era capaç d'art superior. Només The Figaro es mostrà activament hostil a la nova peça. Després de la publicació de la partitura vocal, una revisió per part de lThe Academy es va unir a el cor de pesar que Sullivan havia caigut tan baix com a música compondre per Pinafore i esperava que anava a convertir els projectes " més digne de la seva gran capacitat". Aquesta crítica seguiria a Sullivan al llarg de la seva carrera.
Les moltes produccions nord-americanes no autoritzades del 1878 al 79 eren de qualitat molt variable, i moltes d'elles eren adaptacions de l'òpera. Una de les més "autèntiques" va ser la producció de la Boston Ideal Opera Company, que es va formar per primera vegada per produir Pinafore. Va involucrar cantants de concerts ben considerats i es va estrenar el 14 d'abril de 1879 al Boston Theatre de 3.000 places. Els crítics van coincidir que la companyia complia els seus objectius de presentar una producció "ideal". El Boston Journal va informar que l'audiència "va provocar l'entreteniment fins a un punt d'aprovació absoluta". El document va observar que és un error considerar Pinafore com un burlesc, "ja que, tot i que és irresistiblement còmic, no és un bouffe que requereix ser manipulat amb molta cura perquè no es perdin les seves delicades proporcions i es perdi la seva subtil qualitat de l'humor". El Journal va descriure l'òpera com a mètode" clàssic "i va escriure que la seva" sàtira més exquisida "rau en la seva "La imitació dels absurds" de la gran òpera. La companyia es va convertir en una de les companyies de gira amb més èxit a Amèrica. La primera versió infantil a Boston es va convertir en una sensació tant per al públic infantil com per al públic adult, ampliant la seva carrera a través del l'estiu de 1879. El Boston Herald va escriure que "el nombrós públic de nens i els seus ancians es tornaven bastant salvatges de delit ... repetidament es van sentir crits de riure".

### Recepció posterior
Quan Pinafore es va tornar a representar a Londres el 1887, ja es va tractar com un clàssic. The Illustrated London News va observar que l'òpera no s'havia actualitzat amb nous diàlegs, acudits i cançons, però va concloure que era el millor, ja que el públic hauria trobat a faltar els "acudits respectats en el temps, com 'Hardly Ever.' El Savoy ha tornat a tenir un èxit brillant." The Theatre va estar d' acord, afirmant que, atès que l'òpera "s'ha escoltat a gairebé totes les parts d'aquest globus habitable i s'ha pogut gaudir a tot arreu, no hi ha gaire ocasió per descendir". Va anomenar el revival un èxit "més brillant" i va predir un altre llarg termini.

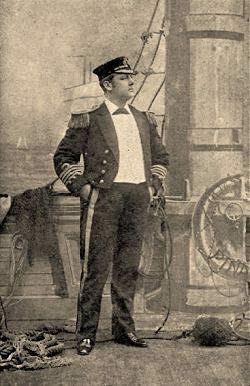
Rutland Barrington com Captain Corcoran en el primer revival de Londres,1887

En revisar el revival de 1899, The Athenaeum va aconseguir elogiar la peça mentre es va unir a la crítica de Sullivan de l'establiment musical. D'una banda, "Pinafore ... sona més fresc que mai. El món musical s'ha tornat seriós - molt seriós - i és realment refrescant escoltar una peça alegre i divertida i una música sense caràcter ... amb una puntuació delicada i, en molts aspectes, mostra capacitat d 'alt ordre ". D'altra banda, va escriure que si Sullivan hagués seguit el camí de compondre música més seriosa, com la seva simfonia, "hauria produït resultats encara més alts; de la mateixa manera Pinafore ens va preguntar què hauria aconseguit el compositor amb un llibret de tipus una mica similar, però que li donés un marge més ampli per a l'exercici dels seus dons".
El 1911, H. L. Mencken va escriure: "Cap altra òpera còmica escrita mai (cap altra obra escènica, de fet, de cap mena) no ha estat tan popular ... Pinafore ... s'ha donat i amb gran èxit, allà on hi hagi teatres: de Moscou a Buenos Aires, de Ciutat del Cap a Xangai; a Madrid, Ottawa i Melbourne; fins i tot a París, Roma, Viena i Berlín." Després de la mort de Gilbert i Sullivan, la D'Oyly Carte Opera Company va conservar els drets exclusius d'interpretar les seves òperes a Gran Bretanya fins al 1962, fent gires per tota la Gran Bretanya durant la major part de l'any i, a partir del 1919, actuant sovint a Londres durant una temporada d'uns quatre mesos. The Times va donar a la producció londinenca de la companyia el 1920 una crítica entusiasta, dient que el públic estava "captivat" i lamentant que Pinafore només es representés durant dues setmanes. Va elogiar el repartiment, destacant a Leo Sheffield com the Captain, Henry Lytton com Sir Joseph, Elsie Griffin com Josephine, James Hay com Ralph, Bertha Lewis com Little Buttercup i el "esplèndid" to coral. Va concloure que l'òpera va fer un "clímax rotund de la temporada". Dos anys més tard, va donar una crítica encara més brillant de les actuacions d'aquesta temporada, anomenant Derek Oldham "heroi ideal" com Ralph, assenyalant que Sydney Granville "va fer caure la casa" amb la seva cançó, que el Deadeye de Darrell Fancourt era " una peça de caricatura admirablement sostinguda "i que va ser un" gran plaer "escoltar els directors que tornaven. Una crítica de la producció de 1961 de Pinafore de la companyia de 1961 és molt semblant.
El 1879, J. C. Williamson va adquirir els drets d'execució exclusius de Pinafore PER Austràlia i Nova Zelanda. La seva primera producció va guanyar-se el públic i la crítica. Williamson va interpretar a Sir Joseph i la seva dona, Maggie Moore, va interpretar a Josephine. Elogiant la producció i tots els intèrprets, el Sydney Morning Herald va assenyalar que la producció, tot i que "abundava en la diversió", era digna i precisa, que es repetien molts números i que les rialles i els aplaudiments de la "immensa audiència ... es lliuraven liberalment". La companyia de Williamson va continuar produint Pinafore a Austràlia, Nova Zelanda i de gira pels anys seixanta amb molt d'èxit. Com va dir Williamson: "Si necessiteu diners, poseu-vos G&S". Mentrestant, Pinafore va continuar obtenint elogis fora de Gran Bretanya. La versió danesa dels anys cinquanta a Copenhaguen, per exemple, va revifar-se repetidament, fent més de 100 representacions amb els "teatres plens". Les traduccions a l'alemany, el jiddisch i moltes altres llengües i les produccions professionals en llocs tan remots com Samarcanda a l'Uzbekistan han tingut èxit.
Als Estats Units, on els drets d'autor de Gilbert i Sullivan mai van estar en vigor, Pinafore va continuar essent produïda contínuament tant per empreses professionals com per aficionats. El The New York Times, en una crítica de 1914, va qualificar una producció a gran escala al New York Hippodrome amb 6.000 seients com a "entreteniment reial [que] arriba somrient". L'òpera s'havia convertit en un "espectacular espectacle" amb un cor de centenars i el famós tanc de l'Hipòdrom que proporcionava un port realista. Buttercup va fer la seva entrada remant al Pinafore de tres pals, i més tard Dick Deadeye va ser llançat per la borda amb un veritable splash. The Times va elogiar el cant abundant, però va assenyalar que es perd certa subtilesa quan cal "cridar" el diàleg. La producció va prendre algunes llibertats, inclosa la música interpolada d'altres obres de Sullivan. El document conclou: "la suau sàtira de Pinafore és entretinguda perquè és universal". El mateix diari va considerar "espectaculars" les produccions populars de Pinafore de Broadway de Winthrop Ames en els anys vint i trenta. Les produccions modernes a Amèrica continuen sent generalment ben rebudes. La ressenya del New York Times de la temporada 2008 del The New York Gilbert and Sullivan Players al New York City Center comentava: "Els temes de Gilbert sobre la desigualtat de classes, el domini del nacionalisme i les autoritats incompetents segueixen sent rellevants, per molt absurds que siguin tractats. Però l'atractiu durador de Pinafore i la seva semblança és més una qüestió del seu inigualable geni lingüístic i de la generosa oferta de melodies addictives de Sullivan."
Amb l'expiració dels drets d'autor, les empreses de tot el món han estat lliures de produir obres de Gilbert i Sullivan i d'adaptar-les com vulguin durant gairebé 50 anys. Les produccions de Pinafore, tant aficionades com professionals, van des de la tradicional, en la vena d'Oyly Carte, fins a les àmpliament adaptades, com la del reeixit Essgee Entertainment (format per Simon Gallaher) a Austràlia i l'Opera della Luna a Gran Bretanya. Des de la seva producció original, H.M.S. Pinafore ha estat una de les òperes còmiques més populars de Gilbert i Sullivan. Les produccions continuen en gran nombre a tot el món. Només el 2003, The D'Oyly Carte Opera Company va llogar 224 conjunts de peces d'orquestra, principalment per a produccions de Pinafore, Pirates i Mikado. Això no té en compte altres companyies de lloguer i les companyies de teatre que prenen partitures o en tenen pròpies, o que utilitzen només un o dos pianos en lloc d'una orquestra. Cada any es presenten centenars de produccions de Pinafore a tot el món.

## Anàlisi
L'historiador del teatre John Bush Jones va escriure que Pinafore té "tot el que un espectador del teatre musical pot demanar. Una història atractiva i fins i tot relativament amb una mica de suspens, està plena de personatges variats i ben dibuixats que parlen i canten diàlegs i lletres enginyosos, literats i sovint escandalosament divertits [ i] té una partitura que ... té moltes melodies perquè el públic se'n vagi taralejant ". Sir George Power, el tenor que va crear el paper de Ralph Rackstraw, va opinar en la vida posterior que el secret de l'èxit de les òperes savoianes és la forma en què "Sullivan va entrar en l'esperit de l'humor turbulent de Gilbert, i era pompós quan Gilbert era agut o, quan la sàtira de Gilbert era més aguda i àcida, envoltada conscientment de sentiment ". Un altre comentarista ha suggerit que l'èxit durador de l'òpera rau en la seva atenció a la "alegria i follia". Fins i tot el títol de la peça és una ximpleria, aplicant el nom d'una peça de roba de nena, un davantal, al temible símbol d'un vaixell de guerra naval, que solia portar noms com Victory, Goliath, Audacious i Minotaur.

### Temes satírics i còmics
La biògrafa de Gilbert, Jane Stedman, va escriure que Pinafore és "satíricament molt més complex" que The Sorcerer. Va comentar que Gilbert utilitza diverses idees i temes de les seves Bab Ballads, incloent la idea del comportament cavallerós d'un capità cap a la seva tripulació de "Captain Reece" (1868) i l'intercanvi de files a causa de l'intercanvi al naixement del "General John" (1867). Dick Deadeye, basat en un personatge de "Woman's Gratitude" (1869), representa un altre dels temes satírics favorits (i semi-autobiogràfics) de Gilbert: el misàntrop deformat, la prohibició de la qual "faç i forma" el fa impopular tot i que representa la veu de la raó. i el sentit comú. Gilbert també manlleva de la seva òpera de 1870,que inclou el dispositiu de commutació de bebès.

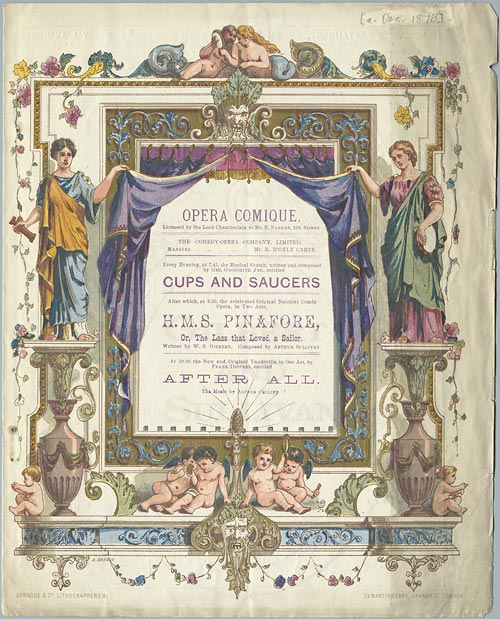
Portada del programa de record del 1878 durant la producció original

L'historiador H.M. Walbrook va escriure en 1921 que Pinafore satiritza "el tipus de teatre nàutic del qual Black-Eyed Susan de Douglas Jerrold és un exemple típic, i "l'anglès 'de Déu espècie de patriotisme que consisteix en cridar un lloc comú, colpejant una actitud, i fer poc o res per ajudar el propi país ". G. K. Chesterton va acordar que la sàtira apunta a l'egoisme de "estar orgullós de tu mateix per ser ciutadà" del propi país, cosa que no requereix cap esforç de voluntat virtuós per resistir les "temptacions de pertànyer a altres nacions", sinó que només és una excusa per a l'orgull. El 2005, el director d'òpera australià Stuart Maunder va assenyalar la juxtaposició de sàtira i nacionalisme a l'òpera, dient: "Tots canten 'He is an Englishman', i ja saps que bé ho envien, però la música és tan militar ... que no podeu deixar de deixar-vos arrossegar per tot aquest jingoïsme que és l'Imperi Britànic". A més, va argumentar que la cançó relaciona aquest tema amb la principal sàtira de distincions de classe de l'òpera: " H.M.S. Pinafore és bàsicament una sàtira sobre ... l'amor britànic pel sistema de classes ... [O] Per descomptat, [Ralph] es pot casar amb la filla [del capità], perquè és britànic i, per tant, és genial" Jacobs assenyala que Gilbert fa un salt a la tradició del melodrama nàutic en què el "patriotisme del mariner garanteix la seva virtut".
Un dels temes còmics preferits de Gilbert és l'elevació d'una persona no qualificada a un lloc d'alta responsabilitat. A The Happy Land (1873), per exemple, Gilbert descriu un món en què s'atorguen oficis governamentals a la persona que tingui menys qualificació per ocupar cada càrrec. En particular, aquell que mai no ha sentit parlar d'un vaixell és nomenat membre del gabinet del Primer lord de l'Almirallat. . A Pinafore, Gilbert torna a revisar aquest tema en el personatge de Sir Joseph, que s'eleva a la mateixa posició per "no anant mai al mar". En les darreres òperes de Gilbert i Sullivan, els personatges del General Major Stanley a Pirates i de Ko-Ko a The Mikado, són nomenats de manera similar als alts càrrecs tot i que no tenen la qualificació necessària. Gilbert també es burla de la política del partit, la qual cosa implica que quan Sir Joseph "sempre va votar a la convocatòria del [seu] partit", va sacrificar la seva integritat personal. La "classe mitjana comercial" (que era el principal públic de Gilbert) és tractada de manera satírica com ho són els escaladors socials i els grans no rentats. A més, l'aparent diferència d'edat entre Ralph i el Capità, tot i que eren nadons alletats junts, satiritza l'edat variable de Tadeu a The Bohemian Girl. The Times va escriure, en revisar la producció de 1929, que Pinafore va ser per excel·lència gilbertià en què els absurds d'un capità "patern" i l '"ètica ... de tot romanticisme" són acceptats "de manera ferma" i portats a la seva conclusió lògica: "És essencial la referència a l'actualitat; sense ella, "l'absurd no ressaltarà".

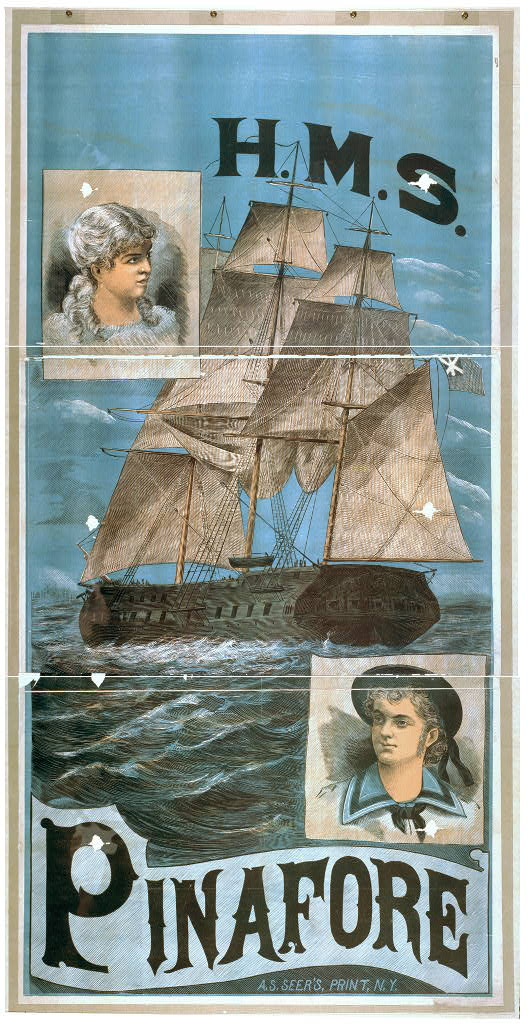
Cartell de teatre per a una producció americana, c. 1879

Un tema que impregna l'òpera és el tractament de l'amor a través de diferents rangs socials. A l'òpera anterior de Gilbert i Sullivan, The Sorcerer, una poció d'amor provoca problemes provocant que els vilatans i els convidats del casament s'enamoren de persones de diferents classes socials. A Pinafore, la filla del capità, Josephine, estima i és estimada per un mariner comú, però ella li diu obedientment: "Rebutjo amb orgull el teu amor proposat" ("your proffered love I haughtily reject"). Expressa la seva devoció cap a ella en un discurs poètic i commovedor que acaba amb "Sóc un mariner britànic i t'estimo" ("I am a British sailor, and I love you"). Finalment resulta que té un rang més alt que ella. Es tracta d'una paròdia de l'estil victorià drama sobre la "igualtat", com a The Lady of Lyons de Lord Lytton (1838), on l'heroïna rebutja un camperol virtuós que fa un discurs semblant i emotiu, acabant amb "Sóc un camperol!" ("I am a peasant!") Aleshores resulta que s'ha convertit en el seu superior social. A més, a Pinafore, Sir Joseph assegura a Josephine que "l'amor anivella tots els rangs" ("love levels all ranks"). En "The Serf" de Tom Taylor, l'heroïna de nou estima un pagès digne que resulta ser d'alt rang, i es declara feliçment a la fin que "l'amor ho anivella tot" ("love levels all"). En una sàtira de les tradicions llibertàries del melodrama nàutic, Sir Joseph diu a la tripulació del Pinafore que són "iguals a qualsevol home" (excepte a ell), i els escriu una cançó que glorifica el mariner britànic. Per contra, fa caure l'orgullós capità fent-lo "ballar una hornpipe sobre la taula de la cabina". Jones assenyala que la unió entre Ralph i Josephine "es fa acceptable només mitjançant l'absurda revelació en segon acte de la commutació inadvertida dels infants de Buttercup" i conclou que Gilbert és un "satíric conservador [que] va defensar finalment la preservació de l'statu quo. .. [i] em vaig proposar demostrar [que] l'amor definitivament no anivella tots els rangs"".
Hi ha una divisió entre els estudiosos de Gilbert i Sullivan quant a si Gilbert és, com argumenta Jones, un partidari de l'statu quo que només se centra en entretenir o, d'altra banda, principalment en satiritzar i protestar "contra les follies de la seva època". L'erudit de Gilbert Andrew Crowther postula que aquest desacord sorgeix de les "tècniques d'inversió de Gilbert - amb ironia i follia", que condueixen a que "el significat superficial dels seus escrits" sigui "el contrari del seu significat subjacent". Crowther argumenta que Gilbert vol "celebrar" les normes de la societat i, al mateix temps, satiritzar aquestes convencions. A Pinafore, que va establir molts patrons per a les darreres òperes savoianes, Gilbert va trobar una manera d'expressar el seu propi conflicte que "també tenia un gran atractiu per al gran públic". Crea "una paròdia molt intel·ligent del melodrama nàutic ... [encara que] controlat per les convencions que es burla". Tot i que el melodrama nàutic exalta el mariner comú, a Pinafore Gilbert fa del defensor de la igualtat, Sir Joseph, un membre pompós i equivocat de la classe dominant que, hipòcrita, no pot aplicar-se la idea d'igualtat a si mateix. L'heroi, Ralph, està convençut de la seva igualtat pels insensats pronunciaments de Sir Joseph i declara el seu amor per la filla del seu capità, llançant sobre el "teixit d'ordre social" acceptat. En aquest punt, suggereix Crowther, la lògica de l'argument satíric de Gilbert hauria de donar lloc a la detenció de Ralph. Però, per satisfer la convenció, Gilbert crea un absurd evident: el capità i Ralph van ser canviats de bebès. Per un "accident de naixement", Ralph és de sobte un marit adequat per a Josephine, i tant l'ordre social com el desig d'un final feliç romàntic es satisfan alhora. Crowther conclou: "Tenim una òpera que utilitza totes les convencions del melodrama i les ridiculitza; però al final és difícil veure qui ha guanyat, les convencions o el ridícul". Va trobar un gran èxit apel·lant al públic intel·lectual que buscava sàtira, al públic de classe mitjana que buscava una còmoda confirmació de "l'ordre social existent" i al públic obrer que va veure una satisfactòria victòria melodramàtica per a l'home comú.

### Cançons i anàlisi musical
Segons el musicòleg Arthur Jacobs, la trama de Gilbert "va despertar admirablement el geni de Sullivan". Sullivan abraça el marc nàutic; a "We Sail the Ocean Blue", per exemple, "presenta el seu toc sobre un barraquisme tradicional de mar". A la cançó inicial del capità, "I am the Captain of the Pinafore", admet que la seva gentilesa "mai ... bé, gairebé mai" deixa pas a jurar als seus homes i, tot i que té experiència al mar, "gairebé mai" pateix mareig ("never ... well, hardly ever" gives way to swearing at his men, i although he has experience at sea, he "hardly ever" suffers from seasickness). Sullivan "va trobar sense parar l'atmosfera musical adequada per a la frase clau 'What never?' ("Què mai?") ... astutament esmolat ... a través del toc cromàtic del fagot ".és per excel·lència anglès i lliure d'influències europees al llarg de la major part de la partitura, des de l'alegria per a Ralph, el Nostramo i el Fuster fins a “For He Is an Englishman”.

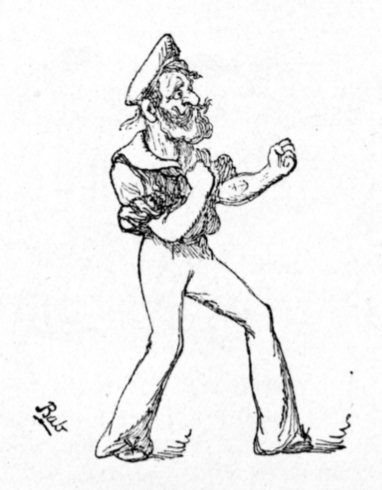
Il·lustració de Gilbert sobre "A British tar" (1906)

Les cançons més conegudes de l'òpera inclouen "I'm called Little Buttercup", una melodia de vals que presenta el personatge, que Sullivan repeteix a l'entracte i al final de l'acte II per gravar la melodia a la ment del públic; ; i "A British tar" (una glee per a tres homes que descriuen el mariner ideal), compost per Sir Joseph "per fomentar el pensament i l'acció independents a les branques inferiors del servei i ensenyar el principi que un mariner britànic és qualsevol home és igual, llevat de mi" ("to encourage independent thought i action in the lower branches of the service, i to teach the principle that a British sailor is any man's equal, excepting mine"). La veu de Sullivan fa avançar la lírica satírica, que es burla dels jocs de "igualtat" tot subratllant la hipocresia de Sir Joseph. Un altre número popular és la cançó de Sir Joseph "When I was a Lad", que explica l'ascens meteòric de la seva carrera, que té similituds amb la de W. H. Smith, l'empresari civil de notícies que havia ascendit al lloc de Primer lord de l'Almirallat el 1877.
A Pinafore, Sullivan explota claus menors per a efectes còmics, per exemple a "Kind Captain, I've important information" ("Capità amable, tinc informació important"). A més, aconsegueix una sorpresa musical quan utilitza el menor subdominant a "Sorry her lot". El musicòleg Gervase Hughes va quedar impressionat amb la introducció al cor d'estrena que inclou "una tonada nàutica despertant ... en clau de sense tonteries, Do major ... una modulació per al menor mediant, on, per a la nostra sorpresa, dona un oboe planyós el primer vers de "Sorry her lot" en 2/4 [temps]. Després que es tanca el domini B major local, els violins (encara en 2/4) ens presenten Little Buttercup ... trobant-la en aquestes condicions un difícilment esperaria que florís més tard com a reina del vals ". Continua, "el fagot i els baixos ... afirmen enèrgicament qui és el capità del Pinafore ... en la clau inverosímil de La bemoll menor ... Buttercup fa un últim intent desesperat de fer-se sentir en Re bemoll menor, però els altres no han sabut mai que existís una clau tan extravagant bon vell 6/4 ".
Segons Jacobs, "Ralph, el capità Corcoran, Sir Joseph i Josephine viuen en la seva música interactiva (particularment" No importa el perquè i per què "), i gairebé tanta quantitat de recursos musicals es produeixen en dos personatges parodiats de l'òpera o del melodrama, Little Buttercup amb "sang gitana a les venes" i el pesat Dick Deadeye." Jacobs també va opinar que el to principal que comença "No importa el perquè i per què" "serveix per emfatitzar la frase com una nota de gràcia de Johann Strauss". L'erudit de Sullivan, David Russell Hulme, va assenyalar la paròdia d'estils operístics de Sullivan, "particularment els recitatius handelianas i l'escena de fugida (evocadora de tantes conspiracions operístiques nocturnes), però el millor de tot és la trapella de la melodia patriòtica de 'For he is an Englishman!'" La cançó de l'Acte II de Buttercup, en què revela el secret fosc del canvi de bebè va precedit d'una cita de "The Erl-King" de Franz Schubert i també parodia l'òpera Il Trovatore. Jacobs assenyala que Sullivan també afegeix els seus propis tocs divertits a la música establint expressions habituals als recitatius de Donizetti". Però, per la seva banda, realça els moments de veritable clímax emocional, com en l'aria de l'acte II de Josephine, i va afegir interès musical als números concertats" canviant subtilment els ritmes i les agrupacions de barres."

## Revisions i material eliminat

### Balada del capità Corcoran, "Reflect, my child"
Durant els assajos de la producció original, Gilbert va afegir una balada per al capità Corcoran en què instava la seva filla a oblidar el mariner comú del qual està enamorada, perquè "a cada pas, cometria solecismes que la societat mai no perdonaria" ("at every step, he would commit solecisms that society would never pardon."). La balada s'havia de cantar entre el número 5 i el número 6 de la partitura actual, però es va tallar abans d'obrir la nit. Les paraules sobreviuen al llibret que es va dipositar al Lord Chamberlain per obtenir llicències. Abans del 1999, tot el que se sabia sobreviure de l'entorn de Sullivan era una còpia de la part de violí líder.
L'abril de 1999, els erudits de Sullivan, Bruce I. Miller i Helga J. Perry, van anunciar que havien descobert una orquestració gairebé completa, que només faltava la segona part del violí, en una col·lecció privada de primeres parts de la banda. Aquests materials, amb una reconstrucció conjectural de les línies vocals parcialment perdudes i la segona part del violí, es van publicar posteriorment i van enregistrar professionalment. Aquesta peça ha estat interpretada diverses vegades per companyies aficionades i professionals, tot i que no s'ha convertit en una addició estàndard a les partitures o enregistraments tradicionals.

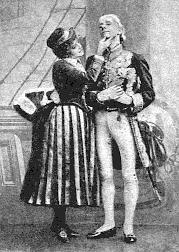
Bond com Hebe amb Grossmith com Sir Joseph, revival de 1887

### Diàleg per a cosí Hebe
A la còpia de llicència del llibret, la cosina Hebe de Sir Joseph tenia línies de diàleg en diverses escenes de l'acte II. A l'escena següent al número 14 ("Things are seldom what they seem" - "Les coses poques vegades són el que semblen"), acompanyava Sir Joseph a l'escenari i es feia ressò de la insatisfacció del Primer lord amb Josephine. Després de diverses interrupcions, Sir Joseph la instava a callar i provocava la resposta: "Crushed again!" ("Aixafada de nou"). Més tard, Gilbert tornaria a utilitzar aquest passatge per a Lady Jane a Patience. A Hebe també se li van assignar diverses línies de diàleg després del núm. 18 ("Robatori amb cura sobre les puntes de les mans") i de nou després del núm. 19 ("Adéu, el meu" - "Farewell, my own").). [166] [167]
Al final dels assajos de la producció original, Jessie Bond va assumir el paper d'Hebe, en substitució de la senyora Howard Paul. Bond, que en aquest moment de la seva carrera era coneguda principalment com a cantant de concerts i tenia poca experiència com a actriu, no se sentia capaç de dialogar i aquests passatges van ser revisats per reduir el diàleg de Hebe. El diàleg retallat de Hebe es restaura ocasionalment en representacions modernes.

### Recitatiu anterior al final de l'Acte II
El diàleg anterior al final de l'Acte II, que començava per "Here, take her sir, and mind you treat her kindly" ("Aquí, agafeu-la senyor i tingueu en compte que la tracteu amb amabilitat"), va ser originalment recitatiu. La música d'aquest fragment es va imprimir a la primera edició de la partitura vocal com a núm. 20a. Poc després de la nit d'estrena, el recitatiu es va deixar caure i les línies posteriors es van representar com a diàleg parlat. En les produccions modernes, el recitatiu es restaura ocasionalment en lloc del diàleg.

## Enregistraments
Hi ha hagut nombrosos enregistraments de Pinafore des de 1907. Ian Bradley va comptar disset enregistraments de l'òpera disponibles en CD el 2005.
| "Pinafore airs", pt. 1 |
| |
| Part 1 of a 4-part recording of H.M.S. Pinafore created by Edison Records in 1911. Includes "We sail the ocean blue" "Hail, men-o'-war's men", "I'm called Little Buttercup" i "A maiden fair to see" |
| |

| "Pinafore airs", pt. 2 |
| |
| Part 2 of the 4-part recording. Includes "My gallant crew, good morning", "I am the Captain of the Pinafore", "Sorry her lot" (second verse, beginning "Sad is the hour"), "Over the bright blue sea" i "I am the monarch of the sea" |
| |

L'enregistrament de 1930 destaca per preservar les interpretacions de les estrelles de l'època de la the D'Oyly Carte Opera Company. Els crítics han recordat reiteradament l'enregistrament d'Oyly Carte del 1960, que conté tot el diàleg. L'enregistrament de Mackerras de 1994, amb cantants d'òpera gran en els papers principals, està musicalment ben considerat. La gravació del 2000 D'Oyly Carte també conté un diàleg complet i el primer enregistrament de la balada "perduda" del capità Corcoran, "Reflect, my child", com a bonus track. Un enregistrament de l'òpera en danès de 1957 és un dels pocs enregistraments professionals de Gilbert i Sullivan en llengua estrangera.
El 1939, Pinafore va ser escollida per NBC com una de les primeres òperes que mai es van emetre a la televisió nord-americana, però no se sap que s'hagi conservat. La gravació de vídeo D'Oyly Carte de 1973, dirigida per Michael Heyland, presenta la posada en escena de l'època de la companyia, però alguns crítics la troben avorrida. No obstant això, és un dels tres enregistraments de vídeo o pel·lícula d'una òpera de Gilbert i Sullivan de la D'Oyly Carte Opera Company. El 1982, Brent Walker Productions va produir Pinafore com a part de la seva sèrie de pel·lícules de televisió Gilbert i Sullivan. Segons el discògraf Marc Shepherd, el Pinafore "és àmpliament considerat un dels pitjors" de la sèrie. Les produccions professionals més recents han estat gravades en vídeo pel Festival Internacional de Gilbert i Sullivan.
Enregistraments seleccionats
- 1930 D'Oyly Carte – London Symphony Orchestra; Director: Malcolm Sargent[193]
- 1958 Sargent/Glyndebourne – Pro Arte Orchestra, Glyndebourne Festival Cor; Director: Sir Malcolm Sargent[194]
- 1960 D'Oyly Carte (amb diàleg) – New Symphony Orchestra of London; Director: Isidore Godfrey[184][195]
- 1972 G&S for All – G&S Festival Cor & Orchestra; Director: Peter Murray[196]
- 1973 D'Oyly Carte (video) – Director: Royston Nash[189]
- 1981 Stratford Festival (video) – Director: Berthold Carrière; Director: Leon Major[197]
- 1987 New Sadler's Wells Opera – Director: Simon Phipps[198]
- 1994 Mackerras/Telarc – Orchestra i Cor of the Welsh National Opera; Director: Sir Charles Mackerras[199]
- 1997 Essgee Entertainment (video; adaptada) – Director: Kevin Hocking[200]
- 2000 D'Oyly Carte (amb diàleg) – Director: John Owen Edwards[186]

## Adaptacions
H.M.S. Pinafore s'ha adaptat moltes vegades. WS Gilbert va escriure un llibre per a nens de 1909 anomenat The Pinafore Picture Book,, il·lustrat per Alice Woodward, que explica la història de Pinafore, en alguns casos donant una història de fons considerable que no es troba al llibret. Des de llavors, s'han escrit molts altres llibres infantils que relaten la història de Pinafore o adapten personatges o esdeveniments de Pinafore.
Des de l'òpera original s'han produït moltes adaptacions de teatre musical. Entre els exemples més destacats s'inclou un musical de Broadway de 1945 adaptat per George S. Kaufman, anomenat Hollywood Pinafore, que utilitza la música de Sullivan. Ha tingut diversos revivals, inclòs a Londres el 1998. Una altra adaptació musical de Broadway del 1945, Memphis Bound, va ser escrita per Don Walker i protagonitzada per Bill Robinson i un repartiment completament negre. El 1940, l'American Negro Light Opera Association va produir la primera de diverses produccions ambientades al mar Carib, Tropical Pinafore. Una primera adaptació en ídix de Pinafore, anomenada Der Shirtz ("Davantal" en ídix) va ser escrita per Miriam Walowit el 1949 per a un grup Hadassah de Brooklyn; van fer una gira de l'adaptació, i van gravar 12 de les cançons. Als anys 70, Al Grand es va inspirar en aquest enregistrament i va instar la Gilbert i la Sullivan Long Island Light Opera Company a interpretar aquestes cançons. Més tard, va traduir les cançons i el diàleg que faltaven, amb Bob Tartell, i l'espectacle ha tingut una àmplia gira sota el nom de Der Yiddisher Pinafore. El grup ha continuat produint aquesta adaptació durant més de dues dècades, en què "He is an Englishman" es converteix en "Er Iz a Guter Yid" ("És un bon jueu"").
Essgee Entertainment va produir una versió adaptada de Pinafore el 1997 a Austràlia i Nova Zelanda que ha estat molt revifada. Una altra adaptació musical és Pinafore! (A Saucy, Sexy, Ship-Shape New Musical), adaptada by Mark Savage. Es va representar per primera vegada al Celebration Theatre de Los Angeles, Califòrnia, el 7 de setembre de 2001, dirigida per Savage, on va funcionar amb gran èxit durant nou mesos. Després va tocar a Chicago i Nova York el 2003. En aquesta adaptació, només un personatge és femení i tots els personatges masculins menys un són gais. Un enregistrament de repartiment original va ser emès el 2002 per Belva Records. Pinafore Swing és un musical amb música arranjada per Sarah Travis. Es va estrenar al Watermill Theatre d'Anglaterra el 2004 en una producció dirigida perJohn Doyle. L'adaptació, ambientada el 1944, transforma els personatges en membres d'una banda que entreté als mariners d'un vaixell de tropes de la Segona Guerra Mundial a l'Atlàntic. El repartiment interpretatiu de mida reduïda també serveix com a orquestra per als papers cantants, i la música està infosa de ritmes swing. Nombroses produccions en les darreres dècades han estat parodiades perStar Trek o Star Wars.

## Impacte cultural

### Desenvolupament del musical modern

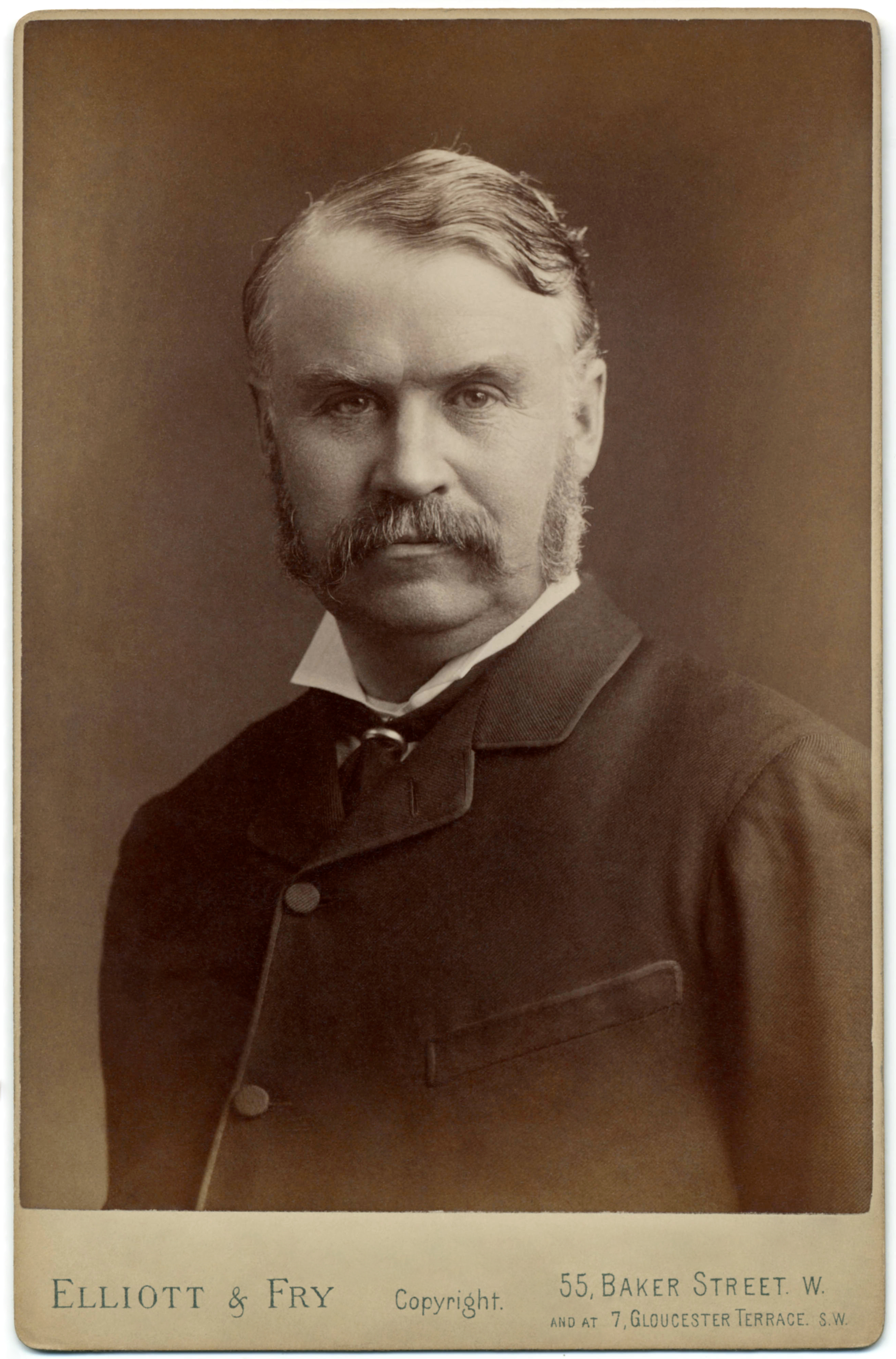
W.S. Gilbert cap al 1878

Entre les seves altres influències en la cultura popular, Pinafore va tenir potser la seva influència més profunda en el desenvolupament del teatre musical. Segons l'historiador del teatre John Kenrick, Pinafore "es va convertir en una sensació internacional, reformant el teatre comercial tant a Anglaterra com als Estats Units". L'escriptor musical Andrew Lamb assenyala: "L'èxit de l'H.M.S. Pinafore el 1879 va establir l'òpera còmica britànica al costat de l'òpera francesa bouffe a tot el món de parla anglesa". L'historiador John Bush Jones opina que Pinafore i les altres òperes savoianes demostren que el teatre musical "pot abordar qüestions socials i polítiques contemporànies sense sacrificar el valor de l'entreteniment" i que Pinafore va crear el model per a un nou tipus de teatre musical, el musical "integrat", on "llibre, lletres i música combinat per formar un tot integral". Afegeix que la seva "popularitat sense precedents va fomentar un públic nord-americà per al teatre musical, mentre que l'espectacle es va convertir en un model de forma, contingut i fins i tot intenció de ... musicals des de llavors, especialment musicals rellevants per a la societat". La seva popularitat també va conduir a les adaptacions de teatre musical de Pinafore descrites anteriorment, i altres musicals que parodien l'òpera o que utilitzen o adapten la seva música. La primera paròdia d'aquest tipus va ser un burlesc de curta durada presentat a l'Opera Comique el 1882, anomenat The Wreck of the Pinafore de William Horace Lingard i Luscombe Searelle ; els personatges de l'òpera naufragen en una illa deserta. Va ser descrit per The Era com "principalment notable per la seva descarnació".

### Referències literàries i polítiques

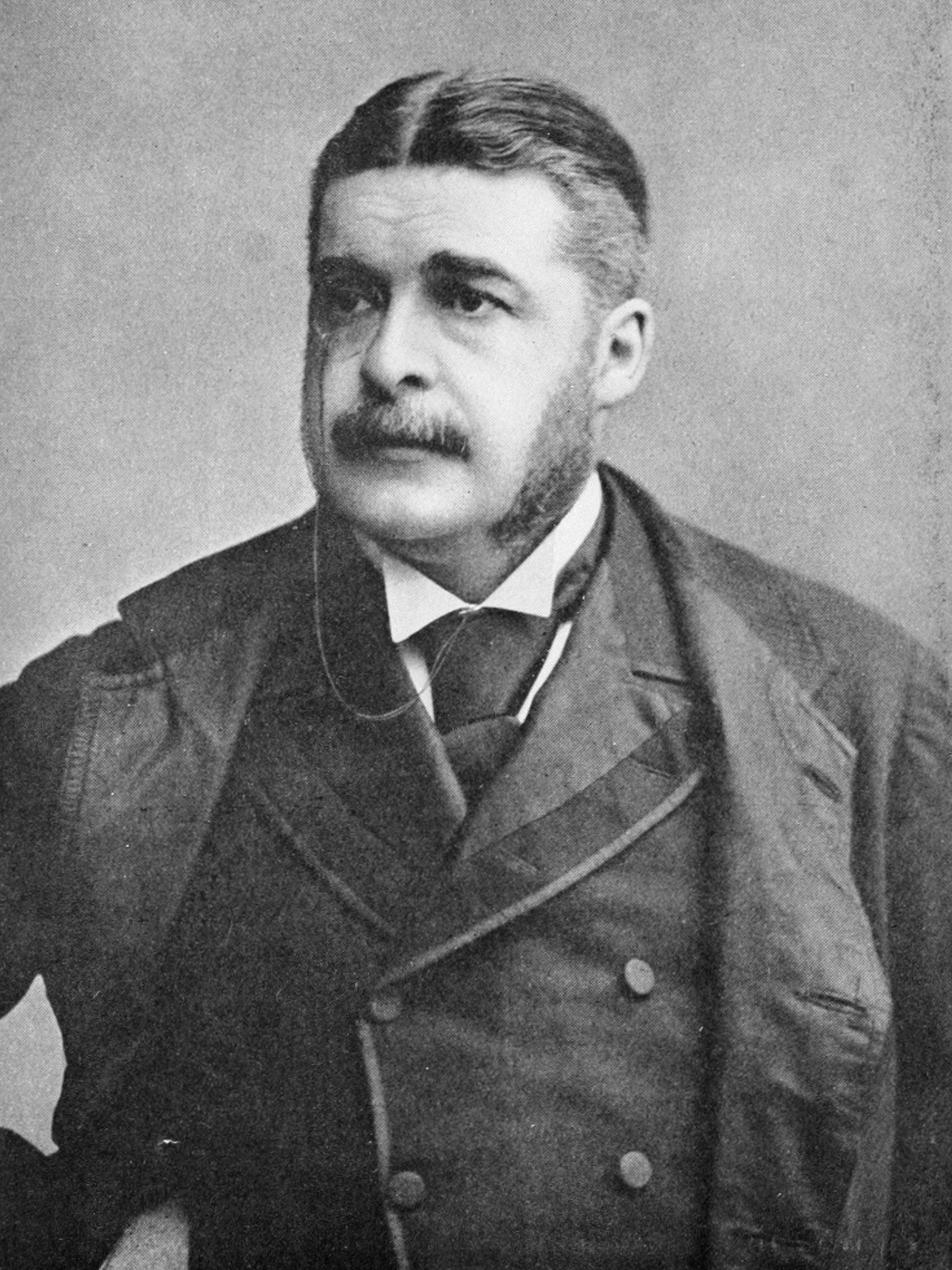
Arthur Seymour Sullivan